# 2022年のカリビアンシリーズ
野球の第64回カリビアンシリーズ（英: 64th Caribbean Series、西: 64.a Serie del Caribe）は、2022年1月28日から2月3日にかけて計18試合が、ドミニカ共和国・国家地区サントドミンゴのエスタディオ・キスケージャで開催された。その結果、コロンビア代表カイマネス・デ・バランキージャがドミニカ共和国代表ヒガンテス・デル・シバオとの決勝戦を4－1で制し、球団史上初優勝を成し遂げた。コロンビア勢の優勝も、2020年大会でバケーロス・デ・モンテリアが初出場して以来3年目で初めて。
コロンビアのウィンターリーグ "リーガ・コロンビアーナ・デ・ベイスボル・プロフェシオナル"（LPBCOL）は、カリビアンシリーズ主催団体のカリブ海プロ野球連合には正式に加盟しておらず、優勝チームはカリビアンシリーズには招待参加という形で出場している。こうした招待参加チームの優勝は、3年ぶり3度目。コロンビア勢は過去2大会とも5戦全敗だっただけに、大方の予想を覆す番狂わせの結果となった。カイマネスの内野手レイナルド・ロドリゲスが大会を通じて26打数13安打、決勝戦でも2安打2得点の活躍で大会MVPに選出された。賞金として、優勝のカイマネスには12万ドルが、準優勝のヒガンテスには8万ドルが、MVPのR・ロドリゲスには4,000ドルが贈られた。また今大会では、カイマネスの内野手・鄭宗哲がカリビアンシリーズに出場した初の台湾人選手となった。
今大会では新型コロナウイルス感染症（COVID-19）の拡大防止措置として、入場者数は球場収容人員の75％にあたる9,750人に制限され、また入場者にはワクチンを2回以上接種したか検査の結果が陰性だったことを証明する書類の提示が義務付けられる。

## 出場チーム
今大会への出場権を得たチームは以下の通り。
| 国・地域               | リーグ  | チーム                               | カリビアンシリーズ経験 | カリビアンシリーズ経験 | 監督                 | 2021-22シーズン 国内優勝決定シリーズ結果    | 出場決定日 |
| 国・地域               | リーグ  | チーム                               | 出場                   | 優勝                   | 監督                 | 2021-22シーズン 国内優勝決定シリーズ結果    | 出場決定日 |
| ---------------------- | ------- | ------------------------------------ | ---------------------- | ---------------------- | -------------------- | ------------------------------------------- | ---------- |
| プエルトリコ           | LBPRC   | クリオージョス・デ・カグアス         | 2年連続17回目          | 5回                    | ラモン・バスケス     | 4勝1敗 vs. インディオス・デ・マヤグエス     | 1月20日    |
| ベネズエラ             | LVBP    | ナベガンテス・デル・マガジャネス     | 8年ぶり13回目          | 2回                    | ウィリー・ロメロ     | 4勝3敗 vs. カリベス・デ・アンソアテギ       | 1月25日    |
| ドミニカ共和国         | LIDOM   | ヒガンテス・デル・シバオ             | 7年ぶり02回目          | なし                   | ルイス・ウルエタ     | 4勝1敗 vs. エストレージャス・オリエンタレス | 1月22日    |
| メキシコ               | LMP     | チャロス・デ・ハリスコ               | 3年ぶり02回目          | なし                   | ロベルト・ビスカーラ | 4勝3敗 vs. トマテロス・デ・クリアカン       | 1月22日    |
| パナマ（招待参加）     | Probeis | アストロナウタス・デ・ロス・サントス | 2年ぶり02回目          | なし                   | ラウル・ドミンゲス   | 3勝0敗 vs. フェデラーレス・デ・チリキ       | 1月14日    |
| コロンビア（招待参加） | LPBCOL  | カイマネス・デ・バランキージャ       | 2年連続02回目          | なし                   | ホセ・モスケーラ     | 4勝1敗 vs. バケーロス・デ・モンテリア       | 1月20日    |

## 試合結果
2022年のカリビアンシリーズは1月28日に開幕し、7日間で予選ラウンド15試合、決勝トーナメント3試合の計18試合が行われた。日程・結果は以下の通り。
| 日付                                            | 試合         | 先攻球団                             | スコア | 後攻球団                             | 出場球団本拠地と開催地の位置 |
| ----------------------------------------------- | ------------ | ------------------------------------ | ------ | ------------------------------------ | --- |
| 1月28日（金）                                   | 予選ラウンド | クリオージョス・デ・カグアス         | 2－3x  | アストロナウタス・デ・ロス・サントス | 開催地エスタディオ・キスケージャヒガンテス・ · デル・シバオクリオージョス・ · デ・カグアスナベガンテス・ · デル・マガジャネスカイマネス・デ・バランキージャアストロナウタス・デ・ロス・サントスチャロス・デ・ハリスコ |
| 1月28日（金）                                   | 予選ラウンド | カイマネス・デ・バランキージャ       | 6－1   | ナベガンテス・デル・マガジャネス     | 開催地エスタディオ・キスケージャヒガンテス・ · デル・シバオクリオージョス・ · デ・カグアスナベガンテス・ · デル・マガジャネスカイマネス・デ・バランキージャアストロナウタス・デ・ロス・サントスチャロス・デ・ハリスコ |
| 1月28日（金）                                   | 予選ラウンド | ヒガンテス・デル・シバオ             | 3－2   | チャロス・デ・ハリスコ               | 開催地エスタディオ・キスケージャヒガンテス・ · デル・シバオクリオージョス・ · デ・カグアスナベガンテス・ · デル・マガジャネスカイマネス・デ・バランキージャアストロナウタス・デ・ロス・サントスチャロス・デ・ハリスコ |
| 1月29日（土）                                   | 予選ラウンド | アストロナウタス・デ・ロス・サントス | 5－6x  | カイマネス・デ・バランキージャ       | 開催地エスタディオ・キスケージャヒガンテス・ · デル・シバオクリオージョス・ · デ・カグアスナベガンテス・ · デル・マガジャネスカイマネス・デ・バランキージャアストロナウタス・デ・ロス・サントスチャロス・デ・ハリスコ |
| 1月29日（土）                                   | 予選ラウンド | チャロス・デ・ハリスコ               | 0－5   | ナベガンテス・デル・マガジャネス     | 開催地エスタディオ・キスケージャヒガンテス・ · デル・シバオクリオージョス・ · デ・カグアスナベガンテス・ · デル・マガジャネスカイマネス・デ・バランキージャアストロナウタス・デ・ロス・サントスチャロス・デ・ハリスコ |
| 1月29日（土）                                   | 予選ラウンド | クリオージョス・デ・カグアス         | 3－5   | ヒガンテス・デル・シバオ             | 開催地エスタディオ・キスケージャヒガンテス・ · デル・シバオクリオージョス・ · デ・カグアスナベガンテス・ · デル・マガジャネスカイマネス・デ・バランキージャアストロナウタス・デ・ロス・サントスチャロス・デ・ハリスコ |
| 1月30日（日）                                   | 予選ラウンド | カイマネス・デ・バランキージャ       | 0－1   | チャロス・デ・ハリスコ               | 開催地エスタディオ・キスケージャヒガンテス・ · デル・シバオクリオージョス・ · デ・カグアスナベガンテス・ · デル・マガジャネスカイマネス・デ・バランキージャアストロナウタス・デ・ロス・サントスチャロス・デ・ハリスコ |
| 1月30日（日）                                   | 予選ラウンド | ナベガンテス・デル・マガジャネス     | 3－2   | クリオージョス・デ・カグアス         | 開催地エスタディオ・キスケージャヒガンテス・ · デル・シバオクリオージョス・ · デ・カグアスナベガンテス・ · デル・マガジャネスカイマネス・デ・バランキージャアストロナウタス・デ・ロス・サントスチャロス・デ・ハリスコ |
| 1月30日（日）                                   | 予選ラウンド | アストロナウタス・デ・ロス・サントス | 3－7   | ヒガンテス・デル・シバオ             | 開催地エスタディオ・キスケージャヒガンテス・ · デル・シバオクリオージョス・ · デ・カグアスナベガンテス・ · デル・マガジャネスカイマネス・デ・バランキージャアストロナウタス・デ・ロス・サントスチャロス・デ・ハリスコ |
| 1月31日（月）                                   | 予選ラウンド | ナベガンテス・デル・マガジャネス     | 2－1   | アストロナウタス・デ・ロス・サントス | 開催地エスタディオ・キスケージャヒガンテス・ · デル・シバオクリオージョス・ · デ・カグアスナベガンテス・ · デル・マガジャネスカイマネス・デ・バランキージャアストロナウタス・デ・ロス・サントスチャロス・デ・ハリスコ |
| 1月31日（月）                                   | 予選ラウンド | チャロス・デ・ハリスコ               | 5－0   | クリオージョス・デ・カグアス         | 開催地エスタディオ・キスケージャヒガンテス・ · デル・シバオクリオージョス・ · デ・カグアスナベガンテス・ · デル・マガジャネスカイマネス・デ・バランキージャアストロナウタス・デ・ロス・サントスチャロス・デ・ハリスコ |
| 1月31日（月）                                   | 予選ラウンド | ヒガンテス・デル・シバオ             | 1－2   | カイマネス・デ・バランキージャ       | 開催地エスタディオ・キスケージャヒガンテス・ · デル・シバオクリオージョス・ · デ・カグアスナベガンテス・ · デル・マガジャネスカイマネス・デ・バランキージャアストロナウタス・デ・ロス・サントスチャロス・デ・ハリスコ |
| 2月01日（火）                                   | 予選ラウンド | カイマネス・デ・バランキージャ       | 2－6   | クリオージョス・デ・カグアス         | 開催地エスタディオ・キスケージャヒガンテス・ · デル・シバオクリオージョス・ · デ・カグアスナベガンテス・ · デル・マガジャネスカイマネス・デ・バランキージャアストロナウタス・デ・ロス・サントスチャロス・デ・ハリスコ |
| 2月01日（火）                                   | 予選ラウンド | アストロナウタス・デ・ロス・サントス | 0－1   | チャロス・デ・ハリスコ               | 開催地エスタディオ・キスケージャヒガンテス・ · デル・シバオクリオージョス・ · デ・カグアスナベガンテス・ · デル・マガジャネスカイマネス・デ・バランキージャアストロナウタス・デ・ロス・サントスチャロス・デ・ハリスコ |
| 2月01日（火）                                   | 予選ラウンド | ナベガンテス・デル・マガジャネス     | 7－8x  | ヒガンテス・デル・シバオ             | 開催地エスタディオ・キスケージャヒガンテス・ · デル・シバオクリオージョス・ · デ・カグアスナベガンテス・ · デル・マガジャネスカイマネス・デ・バランキージャアストロナウタス・デ・ロス・サントスチャロス・デ・ハリスコ |
| 2月02日（水）                                   | 準決勝       | ナベガンテス・デル・マガジャネス     | 1－8   | カイマネス・デ・バランキージャ       | 開催地エスタディオ・キスケージャヒガンテス・ · デル・シバオクリオージョス・ · デ・カグアスナベガンテス・ · デル・マガジャネスカイマネス・デ・バランキージャアストロナウタス・デ・ロス・サントスチャロス・デ・ハリスコ |
| 2月02日（水）                                   | 準決勝       | チャロス・デ・ハリスコ               | 1－2   | ヒガンテス・デル・シバオ             | 開催地エスタディオ・キスケージャヒガンテス・ · デル・シバオクリオージョス・ · デ・カグアスナベガンテス・ · デル・マガジャネスカイマネス・デ・バランキージャアストロナウタス・デ・ロス・サントスチャロス・デ・ハリスコ |
| 2月03日（木）                                   | 決勝戦       | カイマネス・デ・バランキージャ       | 4－1   | ヒガンテス・デル・シバオ             | 開催地エスタディオ・キスケージャヒガンテス・ · デル・シバオクリオージョス・ · デ・カグアスナベガンテス・ · デル・マガジャネスカイマネス・デ・バランキージャアストロナウタス・デ・ロス・サントスチャロス・デ・ハリスコ |
| 優勝： カイマネス・デ・バランキージャ（初優勝） |              |                                      |        |                                      | 開催地エスタディオ・キスケージャヒガンテス・ · デル・シバオクリオージョス・ · デ・カグアスナベガンテス・ · デル・マガジャネスカイマネス・デ・バランキージャアストロナウタス・デ・ロス・サントスチャロス・デ・ハリスコ |

### 予選ラウンド
予選ラウンドは1月28日から2月1日の5日間、1回戦総当たりで15試合が行われた。上位4チームが決勝トーナメントへ進出する。もし複数のチームが同じ勝敗で並んだ場合は、直接対決の勝敗により順位を定める。ただし3チーム以上が同率かつ直接対決の勝敗でも並ぶ場合は、直接対決でのチーム・クオリティ・バランス（TQB）、すなわち（得点/攻撃イニング数）－（失点/守備イニング数）の数値で優劣をつける。
初日の第2試合では、コロンビア代表カイマネス・デ・バランキージャがベネズエラ代表ナベガンテス・デル・マガジャネスを6－1で下した。コロンビア勢は2020年大会での初出場以来、2大会連続で5戦全敗だったため、この勝利はコロンビア勢にとっての大会史上初勝利となった。準決勝進出争いはまず3日目、地元ドミニカ共和国代表のヒガンテス・デル・シバオが初日からの3連勝で一番乗りした。次いで4日目には、ナベガンテスとカイマネスの4強入り、およびプエルトリコ代表クリオージョス・デ・カグアスの敗退も決まった。残る1枠をかけ、予選ラウンド最終日の第2試合でメキシコ代表チャロス・デ・ハリスコとパナマ代表アストロナウタス・デ・ロス・サントスが直接対決した。その結果、チャロスが5回裏に2番エステバン・キロスの適時打で挙げた1点を守り抜いて勝利し、決勝トーナメント進出の4チームが確定した。チャロスは、2日目の第2試合でナベガンテスから7回裏に1点を奪われて以降は失点がなく、3日目から3試合連続の零封勝利で4強入りを果たした。1大会で3試合連続零封勝利と29イニング連続無失点は、いずれも大会新記録だった。
ただ、4チームの順位確定は予選ラウンド最終戦、ヒガンテスとナベガンテスの対戦結果を待たなければならなかった。ヒガンテスが勝てば4勝1敗のヒガンテスが1位通過で、2位以下はTQBによりカイマネス→ナベガンテス→チャロスの順となり、逆にナベガンテスが勝てば4勝1敗のナベガンテスが1位通過で、2位以下はTQBによりチャロス→カイマネス→ヒガンテスの順となる。そのヒガンテスとナベガンテスの試合は、ナベガンテスが6回表・7回表の2イニングで6点差を逆転したものの、8回裏にはヒガンテスも同点に追いつき、7－7で延長戦に突入した。今大会では10回以降のイニングを無死二塁から始めるタイブレーク方式を採用している。ヒガンテスは表の守備を無失点で凌ぐと、その裏一死満塁から2番ハンサー・アルベルトの犠牲フライでサヨナラ勝利を収めた。この結果、ヒガンテスが予選ラウンド1位となった。
| 順位 | 球団                                 | 成績   | 成績    | 対戦相手別勝敗     | 対戦相手別勝敗 | 対戦相手別勝敗 | 対戦相手別勝敗 | 対戦相手別勝敗 | 対戦相手別勝敗   | 日程経過別勝敗 | 日程経過別勝敗 | 日程経過別勝敗 | 日程経過別勝敗 | 日程経過別勝敗 |
| 順位 | 球団                                 | 勝敗   | TQB     | ドミニカ共和国の旗 | コロンビアの旗 | ベネズエラの旗 | メキシコの旗   | パナマの旗     | プエルトリコの旗 | 1              | 2              | 3              | 4              | 5              |
| ---- | ------------------------------------ | ------ | ------- | ------------------ | -------------- | -------------- | -------------- | -------------- | ---------------- | -------------- | -------------- | -------------- | -------------- | -------------- |
| 1    | ヒガンテス・デル・シバオ             | 4勝1敗 | －      | －                 | ×              | ○              | ○              | ○              | ○                | ○              | ○              | ○              | ×              | ○              |
| 2    | カイマネス・デ・バランキージャ       | 3勝2敗 | －0.216 | ○                  | －             | ○              | ×              | ○              | ×                | ○              | ○              | ×              | ○              | ×              |
| 3    | ナベガンテス・デル・マガジャネス     | 3勝2敗 | －0.020 | ×                  | ×              | －             | ○              | ○              | ○                | ×              | ○              | ○              | ○              | ×              |
| 4    | チャロス・デ・ハリスコ               | 3勝2敗 | －0.235 | ×                  | ○              | ×              | －             | ○              | ○                | ×              | ×              | ○              | ○              | ○              |
| 5    | アストロナウタス・デ・ロス・サントス | 1勝4敗 | －      | ×                  | ×              | ×              | ×              | －             | ○                | ○              | ×              | ×              | ×              | ×              |
| 6    | クリオージョス・デ・カグアス         | 1勝4敗 | －      | ×                  | ○              | ×              | ×              | ×              | －               | ×              | ×              | ×              | ×              | ○              |

#### 1日目 1月28日
第1試合
|                                                     | 1 | 2 | 3 | 4 | 5 | 6 | 7 | 8 | 9  | R | H | E |
| --------------------------------------------------- | - | - | - | - | - | - | - | - | -- | - | - | - |
| クリオージョス・デ・カグアス（PUR、0勝1敗）         | 0 | 0 | 0 | 1 | 0 | 0 | 0 | 0 | 1  | 2 | 4 | 1 |
| アストロナウタス・デ・ロス・サントス（PAN、1勝0敗） | 0 | 0 | 0 | 0 | 0 | 0 | 0 | 2 | 1x | 3 | 7 | 3 |

1. 勝利：アブディエル・サルダナ（1勝）
2. 敗戦：アレクシス・ディアス（1敗）
3. 本塁打
PAN：オルモ・ロサリオ1号ソロ
4. 審判
［球審］サントス・カスティーヨ
［塁審］一塁: フェリックス・テハダ、二塁: フアン・マヌエル・ロドリゲス、三塁: ユニオール・トーレス
5. 試合開始時刻: ドミニカ共和国時間（UTC-4）午前10時15分  試合時間: 3時間14分  気温: 72°F（22.2°C）
詳細: Serie del Caribe（スペイン語） / MLB.com Gameday（英語） / ESPN.com（英語）

| クリオージョス・デ・カグアス | クリオージョス・デ・カグアス | クリオージョス・デ・カグアス | クリオージョス・デ・カグアス | クリオージョス・デ・カグアス                                                                                      | アストロナウタス・デ・ロス・サントス | アストロナウタス・デ・ロス・サントス | アストロナウタス・デ・ロス・サントス | アストロナウタス・デ・ロス・サントス | アストロナウタス・デ・ロス・サントス                                                                                   |
| ---------------------------- | ---------------------------- | ---------------------------- | ---------------------------- | --- | ------------------------------------ | ------------------------------------ | ------------------------------------ | ------------------------------------ | --- |
| 打順                         | 守備                         | 選手                         | 打席                         | N・ロドリゲスJ・モラレスD・ビダルV・マシンEm・リベラE・ディアスD・オルティーズJ・ファーガスR・フエンテスR・ペレス | 打順                                 | 守備                                 | 選手                                 | 打席                                 | H・アラウスF・ファーミンI・ヘレーラE・ムニョスJ・カバレーロE・トーマスO・ロサリオJ・サントスC・ベタンコートJ・デルーカ |
| 1                            | 右                           | R・フエンテス                | 左                           | N・ロドリゲスJ・モラレスD・ビダルV・マシンEm・リベラE・ディアスD・オルティーズJ・ファーガスR・フエンテスR・ペレス | 1                                    | 二                                   | E・ムニョス                          | 右                                   | H・アラウスF・ファーミンI・ヘレーラE・ムニョスJ・カバレーロE・トーマスO・ロサリオJ・サントスC・ベタンコートJ・デルーカ |
| 2                            | 中                           | J・ファーガス                | 右                           | N・ロドリゲスJ・モラレスD・ビダルV・マシンEm・リベラE・ディアスD・オルティーズJ・ファーガスR・フエンテスR・ペレス | 2                                    | 左                                   | O・ロサリオ                          | 右                                   | H・アラウスF・ファーミンI・ヘレーラE・ムニョスJ・カバレーロE・トーマスO・ロサリオJ・サントスC・ベタンコートJ・デルーカ |
| 3                            | 左                           | D・オルティーズ              | 左                           | N・ロドリゲスJ・モラレスD・ビダルV・マシンEm・リベラE・ディアスD・オルティーズJ・ファーガスR・フエンテスR・ペレス | 3                                    | 一                                   | I・ヘレーラ                          | 右                                   | H・アラウスF・ファーミンI・ヘレーラE・ムニョスJ・カバレーロE・トーマスO・ロサリオJ・サントスC・ベタンコートJ・デルーカ |
| 4                            | 一                           | D・ビダル                    | 右                           | N・ロドリゲスJ・モラレスD・ビダルV・マシンEm・リベラE・ディアスD・オルティーズJ・ファーガスR・フエンテスR・ペレス | 4                                    | DH                                   | J・デルーカ                          | 両                                   | H・アラウスF・ファーミンI・ヘレーラE・ムニョスJ・カバレーロE・トーマスO・ロサリオJ・サントスC・ベタンコートJ・デルーカ |
| 5                            | 三                           | Em・リベラ                   | 右                           | N・ロドリゲスJ・モラレスD・ビダルV・マシンEm・リベラE・ディアスD・オルティーズJ・ファーガスR・フエンテスR・ペレス | 5                                    | 右                                   | C・ベタンコート                      | 右                                   | H・アラウスF・ファーミンI・ヘレーラE・ムニョスJ・カバレーロE・トーマスO・ロサリオJ・サントスC・ベタンコートJ・デルーカ |
| 6                            | 二                           | V・マシン                    | 左                           | N・ロドリゲスJ・モラレスD・ビダルV・マシンEm・リベラE・ディアスD・オルティーズJ・ファーガスR・フエンテスR・ペレス | 6                                    | 捕                                   | F・ファーミン                        | 右                                   | H・アラウスF・ファーミンI・ヘレーラE・ムニョスJ・カバレーロE・トーマスO・ロサリオJ・サントスC・ベタンコートJ・デルーカ |
| 7                            | DH                           | R・ペレス                    | 右                           | N・ロドリゲスJ・モラレスD・ビダルV・マシンEm・リベラE・ディアスD・オルティーズJ・ファーガスR・フエンテスR・ペレス | 7                                    | 三                                   | J・カバレーロ                        | 右                                   | H・アラウスF・ファーミンI・ヘレーラE・ムニョスJ・カバレーロE・トーマスO・ロサリオJ・サントスC・ベタンコートJ・デルーカ |
| 8                            | 捕                           | J・モラレス                  | 右                           | N・ロドリゲスJ・モラレスD・ビダルV・マシンEm・リベラE・ディアスD・オルティーズJ・ファーガスR・フエンテスR・ペレス | 8                                    | 中                                   | J・サントス                          | 右                                   | H・アラウスF・ファーミンI・ヘレーラE・ムニョスJ・カバレーロE・トーマスO・ロサリオJ・サントスC・ベタンコートJ・デルーカ |
| 9                            | 遊                           | E・ディアス                  | 右                           | N・ロドリゲスJ・モラレスD・ビダルV・マシンEm・リベラE・ディアスD・オルティーズJ・ファーガスR・フエンテスR・ペレス | 9                                    | 遊                                   | E・トーマス                          | 右                                   | H・アラウスF・ファーミンI・ヘレーラE・ムニョスJ・カバレーロE・トーマスO・ロサリオJ・サントスC・ベタンコートJ・デルーカ |
| 先発投手                     | 先発投手                     | 先発投手                     | 投球                         | N・ロドリゲスJ・モラレスD・ビダルV・マシンEm・リベラE・ディアスD・オルティーズJ・ファーガスR・フエンテスR・ペレス | 先発投手                             | 先発投手                             | 先発投手                             | 投球                                 | H・アラウスF・ファーミンI・ヘレーラE・ムニョスJ・カバレーロE・トーマスO・ロサリオJ・サントスC・ベタンコートJ・デルーカ |
| N・ロドリゲス                | N・ロドリゲス                | N・ロドリゲス                | 右                           | N・ロドリゲスJ・モラレスD・ビダルV・マシンEm・リベラE・ディアスD・オルティーズJ・ファーガスR・フエンテスR・ペレス | H・アラウス                          | H・アラウス                          | H・アラウス                          | 右                                   | H・アラウスF・ファーミンI・ヘレーラE・ムニョスJ・カバレーロE・トーマスO・ロサリオJ・サントスC・ベタンコートJ・デルーカ |

第2試合
|                                                 | 1 | 2 | 3 | 4 | 5 | 6 | 7 | 8 | 9 | R | H  | E |
| ----------------------------------------------- | - | - | - | - | - | - | - | - | - | - | -- | - |
| カイマネス・デ・バランキージャ（COL、1勝0敗）   | 0 | 0 | 4 | 1 | 0 | 0 | 0 | 1 | 0 | 6 | 14 | 2 |
| ナベガンテス・デル・マガジャネス（VEN、0勝1敗） | 0 | 0 | 0 | 0 | 0 | 0 | 0 | 0 | 1 | 1 | 4  | 1 |

1. 勝利：ルイス・モレノ（1勝）
2. 敗戦：ジュニオール・ゲラ（1敗）
3. 審判
［球審］エリセオ・ファベーラ
［塁審］一塁: フェリックス・ネオン、二塁: ヘスス・ロペス、三塁: アルドレン・アコスタ
4. 試合開始時刻: ドミニカ共和国時間（UTC-4）午後2時7分  試合時間: 3時間50分  気温: 85°F（29.4°C）
詳細: Serie del Caribe（スペイン語） / MLB.com Gameday（英語） / ESPN.com（英語）

| カイマネス・デ・バランキージャ | カイマネス・デ・バランキージャ | カイマネス・デ・バランキージャ | カイマネス・デ・バランキージャ | カイマネス・デ・バランキージャ                                                                          | ナベガンテス・デル・マガジャネス | ナベガンテス・デル・マガジャネス | ナベガンテス・デル・マガジャネス | ナベガンテス・デル・マガジャネス | ナベガンテス・デル・マガジャネス                                                                                               |
| ------------------------------ | ------------------------------ | ------------------------------ | ------------------------------ | --- | -------------------------------- | -------------------------------- | -------------------------------- | -------------------------------- | --- |
| 打順                           | 守備                           | 選手                           | 打席                           | E・ロペスS・レオンR・ロドリゲスC・アローヨM・ラモス鄭宗哲A・アングロB・ブエルバスH・ラミレスD・ヘレーラ | 打順                             | 守備                             | 選手                             | 打席                             | J・ゲラA・ニエトP・サンドバルL・レジナットN・ロメロR・アスカニオW・アストゥ · ディーヨC・ガッタA・レイエスB・フエン · マヨール |
| 1                              | 遊                             | 鄭宗哲                         | 左                             | E・ロペスS・レオンR・ロドリゲスC・アローヨM・ラモス鄭宗哲A・アングロB・ブエルバスH・ラミレスD・ヘレーラ | 1                                | 中                               | C・ガッタ                        | 右                               | J・ゲラA・ニエトP・サンドバルL・レジナットN・ロメロR・アスカニオW・アストゥ · ディーヨC・ガッタA・レイエスB・フエン · マヨール |
| 2                              | 二                             | C・アローヨ                    | 右                             | E・ロペスS・レオンR・ロドリゲスC・アローヨM・ラモス鄭宗哲A・アングロB・ブエルバスH・ラミレスD・ヘレーラ | 2                                | 二                               | L・レジナット                    | 右                               | J・ゲラA・ニエトP・サンドバルL・レジナットN・ロメロR・アスカニオW・アストゥ · ディーヨC・ガッタA・レイエスB・フエン · マヨール |
| 3                              | 右                             | H・ラミレス                    | 右                             | E・ロペスS・レオンR・ロドリゲスC・アローヨM・ラモス鄭宗哲A・アングロB・ブエルバスH・ラミレスD・ヘレーラ | 3                                | 三                               | N・ロメロ                        | 両                               | J・ゲラA・ニエトP・サンドバルL・レジナットN・ロメロR・アスカニオW・アストゥ · ディーヨC・ガッタA・レイエスB・フエン · マヨール |
| 4                              | 一                             | R・ロドリゲス                  | 右                             | E・ロペスS・レオンR・ロドリゲスC・アローヨM・ラモス鄭宗哲A・アングロB・ブエルバスH・ラミレスD・ヘレーラ | 4                                | 一                               | P・サンドバル                    | 両                               | J・ゲラA・ニエトP・サンドバルL・レジナットN・ロメロR・アスカニオW・アストゥ · ディーヨC・ガッタA・レイエスB・フエン · マヨール |
| 5                              | DH                             | D・ヘレーラ                    | 右                             | E・ロペスS・レオンR・ロドリゲスC・アローヨM・ラモス鄭宗哲A・アングロB・ブエルバスH・ラミレスD・ヘレーラ | 5                                | 左                               | W・アストゥディーヨ              | 右                               | J・ゲラA・ニエトP・サンドバルL・レジナットN・ロメロR・アスカニオW・アストゥ · ディーヨC・ガッタA・レイエスB・フエン · マヨール |
| 6                              | 三                             | M・ラモス                      | 右                             | E・ロペスS・レオンR・ロドリゲスC・アローヨM・ラモス鄭宗哲A・アングロB・ブエルバスH・ラミレスD・ヘレーラ | 6                                | DH                               | B・フエンマヨール                | 右                               | J・ゲラA・ニエトP・サンドバルL・レジナットN・ロメロR・アスカニオW・アストゥ · ディーヨC・ガッタA・レイエスB・フエン · マヨール |
| 7                              | 左                             | A・アングロ                    | 右                             | E・ロペスS・レオンR・ロドリゲスC・アローヨM・ラモス鄭宗哲A・アングロB・ブエルバスH・ラミレスD・ヘレーラ | 7                                | 右                               | A・レイエス                      | 右                               | J・ゲラA・ニエトP・サンドバルL・レジナットN・ロメロR・アスカニオW・アストゥ · ディーヨC・ガッタA・レイエスB・フエン · マヨール |
| 8                              | 捕                             | S・レオン                      | 両                             | E・ロペスS・レオンR・ロドリゲスC・アローヨM・ラモス鄭宗哲A・アングロB・ブエルバスH・ラミレスD・ヘレーラ | 8                                | 捕                               | A・ニエト                        | 右                               | J・ゲラA・ニエトP・サンドバルL・レジナットN・ロメロR・アスカニオW・アストゥ · ディーヨC・ガッタA・レイエスB・フエン · マヨール |
| 9                              | 中                             | B・ブエルバス                  | 右                             | E・ロペスS・レオンR・ロドリゲスC・アローヨM・ラモス鄭宗哲A・アングロB・ブエルバスH・ラミレスD・ヘレーラ | 9                                | 遊                               | R・アスカニオ                    | 右                               | J・ゲラA・ニエトP・サンドバルL・レジナットN・ロメロR・アスカニオW・アストゥ · ディーヨC・ガッタA・レイエスB・フエン · マヨール |
| 先発投手                       | 先発投手                       | 先発投手                       | 投球                           | E・ロペスS・レオンR・ロドリゲスC・アローヨM・ラモス鄭宗哲A・アングロB・ブエルバスH・ラミレスD・ヘレーラ | 先発投手                         | 先発投手                         | 先発投手                         | 投球                             | J・ゲラA・ニエトP・サンドバルL・レジナットN・ロメロR・アスカニオW・アストゥ · ディーヨC・ガッタA・レイエスB・フエン · マヨール |
| E・ロペス                      | E・ロペス                      | E・ロペス                      | 右                             | E・ロペスS・レオンR・ロドリゲスC・アローヨM・ラモス鄭宗哲A・アングロB・ブエルバスH・ラミレスD・ヘレーラ | J・ゲラ                          | J・ゲラ                          | J・ゲラ                          | 右                               | J・ゲラA・ニエトP・サンドバルL・レジナットN・ロメロR・アスカニオW・アストゥ · ディーヨC・ガッタA・レイエスB・フエン · マヨール |

第3試合
|                                         | 1 | 2 | 3 | 4 | 5 | 6 | 7 | 8 | 9 | R | H | E |
| --------------------------------------- | - | - | - | - | - | - | - | - | - | - | - | - |
| ヒガンテス・デル・シバオ（DOM、1勝0敗） | 1 | 0 | 0 | 0 | 0 | 0 | 2 | 0 | 0 | 3 | 9 | 0 |
| チャロス・デ・ハリスコ（MEX、0勝1敗）   | 1 | 0 | 1 | 0 | 0 | 0 | 0 | 0 | 0 | 2 | 9 | 0 |

1. 勝利：ルイス・カスティーヨ（1勝）
2. セーブ：フアン・ミナヤ（1S）
3. 敗戦：ジャレッド・ウィルソン（1敗）
4. 審判
［球審］デビッド・アリエータ
［塁審］一塁: デルフィン・コローン、二塁: ジョナタン・パーラ、三塁: ルーベン・ラモス
5. 試合開始時刻: ドミニカ共和国時間（UTC-4）午後8時56分  試合時間: 4時間2分  気温: 78°F（25.6°C）
詳細: Serie del Caribe（スペイン語） / MLB.com Gameday（英語） / ESPN.com（英語）

| ヒガンテス・デル・シバオ | ヒガンテス・デル・シバオ | ヒガンテス・デル・シバオ | ヒガンテス・デル・シバオ | ヒガンテス・デル・シバオ                                                                                            | チャロス・デ・ハリスコ | チャロス・デ・ハリスコ | チャロス・デ・ハリスコ | チャロス・デ・ハリスコ | チャロス・デ・ハリスコ |
| ------------------------ | ------------------------ | ------------------------ | ------------------------ | --- | ---------------------- | ---------------------- | ---------------------- | ---------------------- | --- |
| 打順                     | 守備                     | 選手                     | 打席                     | T・アレクサンダーW・リーバスH・ウルティアR・カノK・グティ · エレスH・アルベルトM・オズナJ・シリM・シエラW・ロサリオ | 打順                   | 守備                   | 選手                   | 打席                   | B・バーナーディーノF・フローレスJ・メネセスE・キロスA・ムリーヨA・サスレータFel・ペレスJ・アギラルD・アルバレスJ・アマダー |
| 1                        | 中                       | J・シリ                  | 右                       | T・アレクサンダーW・リーバスH・ウルティアR・カノK・グティ · エレスH・アルベルトM・オズナJ・シリM・シエラW・ロサリオ | 1                      | 中                     | J・アギラル            | 右                     | B・バーナーディーノF・フローレスJ・メネセスE・キロスA・ムリーヨA・サスレータFel・ペレスJ・アギラルD・アルバレスJ・アマダー |
| 2                        | 遊                       | H・アルベルト            | 右                       | T・アレクサンダーW・リーバスH・ウルティアR・カノK・グティ · エレスH・アルベルトM・オズナJ・シリM・シエラW・ロサリオ | 2                      | 二                     | E・キロス              | 左                     | B・バーナーディーノF・フローレスJ・メネセスE・キロスA・ムリーヨA・サスレータFel・ペレスJ・アギラルD・アルバレスJ・アマダー |
| 3                        | 二                       | R・カノ                  | 左                       | T・アレクサンダーW・リーバスH・ウルティアR・カノK・グティ · エレスH・アルベルトM・オズナJ・シリM・シエラW・ロサリオ | 3                      | 一                     | J・メネセス            | 右                     | B・バーナーディーノF・フローレスJ・メネセスE・キロスA・ムリーヨA・サスレータFel・ペレスJ・アギラルD・アルバレスJ・アマダー |
| 4                        | 三                       | K・グティエレス          | 右                       | T・アレクサンダーW・リーバスH・ウルティアR・カノK・グティ · エレスH・アルベルトM・オズナJ・シリM・シエラW・ロサリオ | 4                      | DH                     | J・アマダー            | 右                     | B・バーナーディーノF・フローレスJ・メネセスE・キロスA・ムリーヨA・サスレータFel・ペレスJ・アギラルD・アルバレスJ・アマダー |
| 5                        | 左                       | M・オズナ                | 右                       | T・アレクサンダーW・リーバスH・ウルティアR・カノK・グティ · エレスH・アルベルトM・オズナJ・シリM・シエラW・ロサリオ | 5                      | 右                     | D・アルバレス          | 右                     | B・バーナーディーノF・フローレスJ・メネセスE・キロスA・ムリーヨA・サスレータFel・ペレスJ・アギラルD・アルバレスJ・アマダー |
| 6                        | 一                       | H・ウルティア            | 左                       | T・アレクサンダーW・リーバスH・ウルティアR・カノK・グティ · エレスH・アルベルトM・オズナJ・シリM・シエラW・ロサリオ | 6                      | 左                     | Fel・ペレス            | 左                     | B・バーナーディーノF・フローレスJ・メネセスE・キロスA・ムリーヨA・サスレータFel・ペレスJ・アギラルD・アルバレスJ・アマダー |
| 7                        | 右                       | M・シエラ                | 右                       | T・アレクサンダーW・リーバスH・ウルティアR・カノK・グティ · エレスH・アルベルトM・オズナJ・シリM・シエラW・ロサリオ | 7                      | 三                     | A・ムリーヨ            | 右                     | B・バーナーディーノF・フローレスJ・メネセスE・キロスA・ムリーヨA・サスレータFel・ペレスJ・アギラルD・アルバレスJ・アマダー |
| 8                        | DH                       | W・ロサリオ              | 右                       | T・アレクサンダーW・リーバスH・ウルティアR・カノK・グティ · エレスH・アルベルトM・オズナJ・シリM・シエラW・ロサリオ | 8                      | 遊                     | A・サスレータ          | 右                     | B・バーナーディーノF・フローレスJ・メネセスE・キロスA・ムリーヨA・サスレータFel・ペレスJ・アギラルD・アルバレスJ・アマダー |
| 9                        | 捕                       | W・リーバス              | 右                       | T・アレクサンダーW・リーバスH・ウルティアR・カノK・グティ · エレスH・アルベルトM・オズナJ・シリM・シエラW・ロサリオ | 9                      | 捕                     | F・フローレス          | 両                     | B・バーナーディーノF・フローレスJ・メネセスE・キロスA・ムリーヨA・サスレータFel・ペレスJ・アギラルD・アルバレスJ・アマダー |
| 先発投手                 | 先発投手                 | 先発投手                 | 投球                     | T・アレクサンダーW・リーバスH・ウルティアR・カノK・グティ · エレスH・アルベルトM・オズナJ・シリM・シエラW・ロサリオ | 先発投手               | 先発投手               | 先発投手               | 投球                   | B・バーナーディーノF・フローレスJ・メネセスE・キロスA・ムリーヨA・サスレータFel・ペレスJ・アギラルD・アルバレスJ・アマダー |
| T・アレクサンダー        | T・アレクサンダー        | T・アレクサンダー        | 左                       | T・アレクサンダーW・リーバスH・ウルティアR・カノK・グティ · エレスH・アルベルトM・オズナJ・シリM・シエラW・ロサリオ | B・バーナーディーノ    | B・バーナーディーノ    | B・バーナーディーノ    | 左                     | B・バーナーディーノF・フローレスJ・メネセスE・キロスA・ムリーヨA・サスレータFel・ペレスJ・アギラルD・アルバレスJ・アマダー |

#### 2日目 1月29日
第1試合
|                                                     | 1 | 2 | 3 | 4 | 5 | 6 | 7 | 8 | 9  | R | H  | E |
| --------------------------------------------------- | - | - | - | - | - | - | - | - | -- | - | -- | - |
| アストロナウタス・デ・ロス・サントス（PAN、1勝1敗） | 0 | 0 | 0 | 0 | 1 | 0 | 0 | 3 | 1  | 5 | 9  | 0 |
| カイマネス・デ・バランキージャ（COL、2勝0敗）       | 1 | 0 | 0 | 0 | 1 | 0 | 1 | 1 | 2x | 6 | 11 | 2 |

1. 勝利：シュガー・レイ・マリモン（1勝）
2. 敗戦：アブディエル・サルダナ（1勝1敗）
3. 本塁打
COL：カルロス・アローヨ1号ソロ
4. 審判
［球審］ルーベン・ラモス
［塁審］一塁: フェリックス・ネオン、二塁: フェリックス・テハダ、三塁: エドワー・ピナーレス
5. 試合開始時刻: ドミニカ共和国時間（UTC-4）午前10時5分  試合時間: 3時間49分  気温: 71°F（21.7°C）
詳細: Serie del Caribe（スペイン語） / MLB.com Gameday（英語） / ESPN.com（英語）

| アストロナウタス・デ・ロス・サントス | アストロナウタス・デ・ロス・サントス | アストロナウタス・デ・ロス・サントス | アストロナウタス・デ・ロス・サントス | アストロナウタス・デ・ロス・サントス                                                                               | カイマネス・デ・バランキージャ | カイマネス・デ・バランキージャ | カイマネス・デ・バランキージャ | カイマネス・デ・バランキージャ | カイマネス・デ・バランキージャ                                                                              |
| ------------------------------------ | ------------------------------------ | ------------------------------------ | ------------------------------------ | --- | ------------------------------ | ------------------------------ | ------------------------------ | ------------------------------ | --- |
| 打順                                 | 守備                                 | 選手                                 | 打席                                 | M・コレアC・ベタンコートJ・デルーカE・ムニョスJ・カバレーロE・トーマスO・ロサリオJ・サントスR・オロスコI・ヘレーラ | 打順                           | 守備                           | 選手                           | 打席                           | E・アルカーラS・レオンR・ロドリゲスC・アローヨM・ラモス鄭宗哲D・ヘレーラB・ブエルバスH・ラミレスA・アングロ |
| 1                                    | 二                                   | E・ムニョス                          | 右                                   | M・コレアC・ベタンコートJ・デルーカE・ムニョスJ・カバレーロE・トーマスO・ロサリオJ・サントスR・オロスコI・ヘレーラ | 1                              | 遊                             | 鄭宗哲                         | 左                             | E・アルカーラS・レオンR・ロドリゲスC・アローヨM・ラモス鄭宗哲D・ヘレーラB・ブエルバスH・ラミレスA・アングロ |
| 2                                    | 左                                   | O・ロサリオ                          | 右                                   | M・コレアC・ベタンコートJ・デルーカE・ムニョスJ・カバレーロE・トーマスO・ロサリオJ・サントスR・オロスコI・ヘレーラ | 2                              | 二                             | C・アローヨ                    | 右                             | E・アルカーラS・レオンR・ロドリゲスC・アローヨM・ラモス鄭宗哲D・ヘレーラB・ブエルバスH・ラミレスA・アングロ |
| 3                                    | DH                                   | I・ヘレーラ                          | 右                                   | M・コレアC・ベタンコートJ・デルーカE・ムニョスJ・カバレーロE・トーマスO・ロサリオJ・サントスR・オロスコI・ヘレーラ | 3                              | 右                             | H・ラミレス                    | 右                             | E・アルカーラS・レオンR・ロドリゲスC・アローヨM・ラモス鄭宗哲D・ヘレーラB・ブエルバスH・ラミレスA・アングロ |
| 4                                    | 一                                   | J・デルーカ                          | 両                                   | M・コレアC・ベタンコートJ・デルーカE・ムニョスJ・カバレーロE・トーマスO・ロサリオJ・サントスR・オロスコI・ヘレーラ | 4                              | 一                             | R・ロドリゲス                  | 右                             | E・アルカーラS・レオンR・ロドリゲスC・アローヨM・ラモス鄭宗哲D・ヘレーラB・ブエルバスH・ラミレスA・アングロ |
| 5                                    | 捕                                   | C・ベタンコート                      | 右                                   | M・コレアC・ベタンコートJ・デルーカE・ムニョスJ・カバレーロE・トーマスO・ロサリオJ・サントスR・オロスコI・ヘレーラ | 5                              | 左                             | D・ヘレーラ                    | 右                             | E・アルカーラS・レオンR・ロドリゲスC・アローヨM・ラモス鄭宗哲D・ヘレーラB・ブエルバスH・ラミレスA・アングロ |
| 6                                    | 右                                   | R・オロスコ                          | 両                                   | M・コレアC・ベタンコートJ・デルーカE・ムニョスJ・カバレーロE・トーマスO・ロサリオJ・サントスR・オロスコI・ヘレーラ | 6                              | DH                             | A・アングロ                    | 右                             | E・アルカーラS・レオンR・ロドリゲスC・アローヨM・ラモス鄭宗哲D・ヘレーラB・ブエルバスH・ラミレスA・アングロ |
| 7                                    | 遊                                   | E・トーマス                          | 右                                   | M・コレアC・ベタンコートJ・デルーカE・ムニョスJ・カバレーロE・トーマスO・ロサリオJ・サントスR・オロスコI・ヘレーラ | 7                              | 三                             | M・ラモス                      | 右                             | E・アルカーラS・レオンR・ロドリゲスC・アローヨM・ラモス鄭宗哲D・ヘレーラB・ブエルバスH・ラミレスA・アングロ |
| 8                                    | 中                                   | J・サントス                          | 右                                   | M・コレアC・ベタンコートJ・デルーカE・ムニョスJ・カバレーロE・トーマスO・ロサリオJ・サントスR・オロスコI・ヘレーラ | 8                              | 捕                             | S・レオン                      | 両                             | E・アルカーラS・レオンR・ロドリゲスC・アローヨM・ラモス鄭宗哲D・ヘレーラB・ブエルバスH・ラミレスA・アングロ |
| 9                                    | 三                                   | J・カバレーロ                        | 右                                   | M・コレアC・ベタンコートJ・デルーカE・ムニョスJ・カバレーロE・トーマスO・ロサリオJ・サントスR・オロスコI・ヘレーラ | 9                              | 中                             | B・ブエルバス                  | 右                             | E・アルカーラS・レオンR・ロドリゲスC・アローヨM・ラモス鄭宗哲D・ヘレーラB・ブエルバスH・ラミレスA・アングロ |
| 先発投手                             | 先発投手                             | 先発投手                             | 投球                                 | M・コレアC・ベタンコートJ・デルーカE・ムニョスJ・カバレーロE・トーマスO・ロサリオJ・サントスR・オロスコI・ヘレーラ | 先発投手                       | 先発投手                       | 先発投手                       | 投球                           | E・アルカーラS・レオンR・ロドリゲスC・アローヨM・ラモス鄭宗哲D・ヘレーラB・ブエルバスH・ラミレスA・アングロ |
| M・コレア                            | M・コレア                            | M・コレア                            | 右                                   | M・コレアC・ベタンコートJ・デルーカE・ムニョスJ・カバレーロE・トーマスO・ロサリオJ・サントスR・オロスコI・ヘレーラ | E・アルカーラ                  | E・アルカーラ                  | E・アルカーラ                  | 右                             | E・アルカーラS・レオンR・ロドリゲスC・アローヨM・ラモス鄭宗哲D・ヘレーラB・ブエルバスH・ラミレスA・アングロ |

第2試合
|                                                 | 1 | 2 | 3 | 4 | 5 | 6 | 7 | 8 | 9 | R | H  | E |
| ----------------------------------------------- | - | - | - | - | - | - | - | - | - | - | -- | - |
| チャロス・デ・ハリスコ（MEX、0勝2敗）           | 0 | 0 | 0 | 0 | 0 | 0 | 0 | 0 | 0 | 0 | 4  | 0 |
| ナベガンテス・デル・マガジャネス（VEN、1勝1敗） | 0 | 0 | 3 | 0 | 1 | 1 | 0 | 0 | X | 5 | 13 | 0 |

1. 勝利：ヨアンダー・メンデス（1勝）
2. 敗戦：マニー・バレダ（1敗）
3. 本塁打
VEN：パブロ・サンドバル1号ソロ
4. 審判
［球審］アルドレン・アコスタ
［塁審］一塁: フアン・マヌエル・ロドリゲス、二塁: デルフィン・コローン、三塁: アンヘル・カンポス
5. 試合開始時刻: ドミニカ共和国時間（UTC-4）午後3時8分  試合時間: 3時間50分  気温: 85°F（29.4°C）
詳細: Serie del Caribe（スペイン語） / MLB.com Gameday（英語） / ESPN.com（英語）

| チャロス・デ・ハリスコ | チャロス・デ・ハリスコ | チャロス・デ・ハリスコ | チャロス・デ・ハリスコ | チャロス・デ・ハリスコ                                                                                             | ナベガンテス・デル・マガジャネス | ナベガンテス・デル・マガジャネス | ナベガンテス・デル・マガジャネス | ナベガンテス・デル・マガジャネス | ナベガンテス・デル・マガジャネス                                                                                               |
| ---------------------- | ---------------------- | ---------------------- | ---------------------- | --- | -------------------------------- | -------------------------------- | -------------------------------- | -------------------------------- | --- |
| 打順                   | 守備                   | 選手                   | 打席                   | M・バレダA・ウィルソンJ・メネセスE・キロスI・ロドリゲスA・サスレータFel・ペレスJ・カルドナD・アルバレスJ・アマダー | 打順                             | 守備                             | 選手                             | 打席                             | Y・メンデスA・デラロサB・フエン · マヨールW・アストゥ · ディーヨN・ロメロG・ノリエガA・デアザC・ガッタD・バスケスP・サンドバル |
| 1                      | 中                     | J・カルドナ            | 右                     | M・バレダA・ウィルソンJ・メネセスE・キロスI・ロドリゲスA・サスレータFel・ペレスJ・カルドナD・アルバレスJ・アマダー | 1                                | 中                               | C・ガッタ                        | 右                               | Y・メンデスA・デラロサB・フエン · マヨールW・アストゥ · ディーヨN・ロメロG・ノリエガA・デアザC・ガッタD・バスケスP・サンドバル |
| 2                      | 二                     | E・キロス              | 左                     | M・バレダA・ウィルソンJ・メネセスE・キロスI・ロドリゲスA・サスレータFel・ペレスJ・カルドナD・アルバレスJ・アマダー | 2                                | 三                               | N・ロメロ                        | 両                               | Y・メンデスA・デラロサB・フエン · マヨールW・アストゥ · ディーヨN・ロメロG・ノリエガA・デアザC・ガッタD・バスケスP・サンドバル |
| 3                      | 一                     | J・メネセス            | 右                     | M・バレダA・ウィルソンJ・メネセスE・キロスI・ロドリゲスA・サスレータFel・ペレスJ・カルドナD・アルバレスJ・アマダー | 3                                | 二                               | W・アストゥディーヨ              | 右                               | Y・メンデスA・デラロサB・フエン · マヨールW・アストゥ · ディーヨN・ロメロG・ノリエガA・デアザC・ガッタD・バスケスP・サンドバル |
| 4                      | DH                     | J・アマダー            | 右                     | M・バレダA・ウィルソンJ・メネセスE・キロスI・ロドリゲスA・サスレータFel・ペレスJ・カルドナD・アルバレスJ・アマダー | 4                                | 右                               | D・バスケス                      | 左                               | Y・メンデスA・デラロサB・フエン · マヨールW・アストゥ · ディーヨN・ロメロG・ノリエガA・デアザC・ガッタD・バスケスP・サンドバル |
| 5                      | 右                     | D・アルバレス          | 右                     | M・バレダA・ウィルソンJ・メネセスE・キロスI・ロドリゲスA・サスレータFel・ペレスJ・カルドナD・アルバレスJ・アマダー | 5                                | 一                               | B・フエンマヨール                | 右                               | Y・メンデスA・デラロサB・フエン · マヨールW・アストゥ · ディーヨN・ロメロG・ノリエガA・デアザC・ガッタD・バスケスP・サンドバル |
| 6                      | 左                     | Fel・ペレス            | 左                     | M・バレダA・ウィルソンJ・メネセスE・キロスI・ロドリゲスA・サスレータFel・ペレスJ・カルドナD・アルバレスJ・アマダー | 6                                | DH                               | P・サンドバル                    | 両                               | Y・メンデスA・デラロサB・フエン · マヨールW・アストゥ · ディーヨN・ロメロG・ノリエガA・デアザC・ガッタD・バスケスP・サンドバル |
| 7                      | 三                     | I・ロドリゲス          | 右                     | M・バレダA・ウィルソンJ・メネセスE・キロスI・ロドリゲスA・サスレータFel・ペレスJ・カルドナD・アルバレスJ・アマダー | 7                                | 捕                               | A・デラロサ                      | 右                               | Y・メンデスA・デラロサB・フエン · マヨールW・アストゥ · ディーヨN・ロメロG・ノリエガA・デアザC・ガッタD・バスケスP・サンドバル |
| 8                      | 遊                     | A・サスレータ          | 右                     | M・バレダA・ウィルソンJ・メネセスE・キロスI・ロドリゲスA・サスレータFel・ペレスJ・カルドナD・アルバレスJ・アマダー | 8                                | 左                               | A・デアザ                        | 左                               | Y・メンデスA・デラロサB・フエン · マヨールW・アストゥ · ディーヨN・ロメロG・ノリエガA・デアザC・ガッタD・バスケスP・サンドバル |
| 9                      | 捕                     | A・ウィルソン          | 右                     | M・バレダA・ウィルソンJ・メネセスE・キロスI・ロドリゲスA・サスレータFel・ペレスJ・カルドナD・アルバレスJ・アマダー | 9                                | 遊                               | G・ノリエガ                      | 右                               | Y・メンデスA・デラロサB・フエン · マヨールW・アストゥ · ディーヨN・ロメロG・ノリエガA・デアザC・ガッタD・バスケスP・サンドバル |
| 先発投手               | 先発投手               | 先発投手               | 投球                   | M・バレダA・ウィルソンJ・メネセスE・キロスI・ロドリゲスA・サスレータFel・ペレスJ・カルドナD・アルバレスJ・アマダー | 先発投手                         | 先発投手                         | 先発投手                         | 投球                             | Y・メンデスA・デラロサB・フエン · マヨールW・アストゥ · ディーヨN・ロメロG・ノリエガA・デアザC・ガッタD・バスケスP・サンドバル |
| M・バレダ              | M・バレダ              | M・バレダ              | 右                     | M・バレダA・ウィルソンJ・メネセスE・キロスI・ロドリゲスA・サスレータFel・ペレスJ・カルドナD・アルバレスJ・アマダー | Y・メンデス                      | Y・メンデス                      | Y・メンデス                      | 左                               | Y・メンデスA・デラロサB・フエン · マヨールW・アストゥ · ディーヨN・ロメロG・ノリエガA・デアザC・ガッタD・バスケスP・サンドバル |

第3試合
|                                             | 1 | 2 | 3 | 4 | 5 | 6 | 7 | 8 | 9 | R | H | E |
| ------------------------------------------- | - | - | - | - | - | - | - | - | - | - | - | - |
| クリオージョス・デ・カグアス（PUR、0勝2敗） | 0 | 0 | 0 | 0 | 0 | 1 | 0 | 2 | 0 | 3 | 8 | 1 |
| ヒガンテス・デル・シバオ（DOM、2勝0敗）     | 2 | 0 | 0 | 0 | 0 | 0 | 2 | 1 | X | 5 | 9 | 1 |

1. 勝利：ラウル・バルデス（1勝）
2. セーブ：フアン・ミナヤ（2S）
3. 敗戦：エリック・スタウト（1敗）
4. 本塁打
PUR：デビッド・ビダル1号2ラン
5. 審判
［球審］ヘスス・ロペス
［塁審］一塁: ジョナタン・パーラ、二塁: デビッド・アリエータ、三塁: ユニオール・トーレス
6. 試合開始時刻: ドミニカ共和国時間（UTC-4）午後8時9分  試合時間: 3時間41分  気温: 85°F（29.4°C）
詳細: Serie del Caribe（スペイン語） / MLB.com Gameday（英語） / ESPN.com（英語）

| クリオージョス・デ・カグアス | クリオージョス・デ・カグアス | クリオージョス・デ・カグアス | クリオージョス・デ・カグアス | クリオージョス・デ・カグアス                                                                                    | ヒガンテス・デル・シバオ | ヒガンテス・デル・シバオ | ヒガンテス・デル・シバオ | ヒガンテス・デル・シバオ | ヒガンテス・デル・シバオ                                                                                          |
| ---------------------------- | ---------------------------- | ---------------------------- | ---------------------------- | --- | ------------------------ | ------------------------ | ------------------------ | ------------------------ | --- |
| 打順                         | 守備                         | 選手                         | 打席                         | E・スタウトR・ペレスJ・モラレスJ・シントロンEm・リベラE・ディアスD・ビダルJ・ファーガスD・オルティーズT・リベラ | 打順                     | 守備                     | 選手                     | 打席                     | R・バルデスC・ポーリーノR・グーズマンR・カノK・グティ · エレスH・アルベルトM・オズナJ・シリM・シエラH・ウルティア |
| 1                            | 中                           | J・ファーガス                | 右                           | E・スタウトR・ペレスJ・モラレスJ・シントロンEm・リベラE・ディアスD・ビダルJ・ファーガスD・オルティーズT・リベラ | 1                        | 中                       | J・シリ                  | 右                       | R・バルデスC・ポーリーノR・グーズマンR・カノK・グティ · エレスH・アルベルトM・オズナJ・シリM・シエラH・ウルティア |
| 2                            | DH                           | T・リベラ                    | 右                           | E・スタウトR・ペレスJ・モラレスJ・シントロンEm・リベラE・ディアスD・ビダルJ・ファーガスD・オルティーズT・リベラ | 2                        | 遊                       | H・アルベルト            | 右                       | R・バルデスC・ポーリーノR・グーズマンR・カノK・グティ · エレスH・アルベルトM・オズナJ・シリM・シエラH・ウルティア |
| 3                            | 三                           | Em・リベラ                   | 右                           | E・スタウトR・ペレスJ・モラレスJ・シントロンEm・リベラE・ディアスD・ビダルJ・ファーガスD・オルティーズT・リベラ | 3                        | 二                       | R・カノ                  | 左                       | R・バルデスC・ポーリーノR・グーズマンR・カノK・グティ · エレスH・アルベルトM・オズナJ・シリM・シエラH・ウルティア |
| 4                            | 左                           | D・ビダル                    | 右                           | E・スタウトR・ペレスJ・モラレスJ・シントロンEm・リベラE・ディアスD・ビダルJ・ファーガスD・オルティーズT・リベラ | 4                        | 三                       | K・グティエレス          | 右                       | R・バルデスC・ポーリーノR・グーズマンR・カノK・グティ · エレスH・アルベルトM・オズナJ・シリM・シエラH・ウルティア |
| 5                            | 右                           | D・オルティーズ              | 左                           | E・スタウトR・ペレスJ・モラレスJ・シントロンEm・リベラE・ディアスD・ビダルJ・ファーガスD・オルティーズT・リベラ | 5                        | 左                       | M・オズナ                | 右                       | R・バルデスC・ポーリーノR・グーズマンR・カノK・グティ · エレスH・アルベルトM・オズナJ・シリM・シエラH・ウルティア |
| 6                            | 捕                           | R・ペレス                    | 右                           | E・スタウトR・ペレスJ・モラレスJ・シントロンEm・リベラE・ディアスD・ビダルJ・ファーガスD・オルティーズT・リベラ | 6                        | DH                       | H・ウルティア            | 左                       | R・バルデスC・ポーリーノR・グーズマンR・カノK・グティ · エレスH・アルベルトM・オズナJ・シリM・シエラH・ウルティア |
| 7                            | 一                           | J・モラレス                  | 右                           | E・スタウトR・ペレスJ・モラレスJ・シントロンEm・リベラE・ディアスD・ビダルJ・ファーガスD・オルティーズT・リベラ | 7                        | 右                       | M・シエラ                | 右                       | R・バルデスC・ポーリーノR・グーズマンR・カノK・グティ · エレスH・アルベルトM・オズナJ・シリM・シエラH・ウルティア |
| 8                            | 二                           | J・シントロン                | 左                           | E・スタウトR・ペレスJ・モラレスJ・シントロンEm・リベラE・ディアスD・ビダルJ・ファーガスD・オルティーズT・リベラ | 8                        | 一                       | R・グーズマン            | 左                       | R・バルデスC・ポーリーノR・グーズマンR・カノK・グティ · エレスH・アルベルトM・オズナJ・シリM・シエラH・ウルティア |
| 9                            | 遊                           | E・ディアス                  | 右                           | E・スタウトR・ペレスJ・モラレスJ・シントロンEm・リベラE・ディアスD・ビダルJ・ファーガスD・オルティーズT・リベラ | 9                        | 捕                       | C・ポーリーノ            | 右                       | R・バルデスC・ポーリーノR・グーズマンR・カノK・グティ · エレスH・アルベルトM・オズナJ・シリM・シエラH・ウルティア |
| 先発投手                     | 先発投手                     | 先発投手                     | 投球                         | E・スタウトR・ペレスJ・モラレスJ・シントロンEm・リベラE・ディアスD・ビダルJ・ファーガスD・オルティーズT・リベラ | 先発投手                 | 先発投手                 | 先発投手                 | 投球                     | R・バルデスC・ポーリーノR・グーズマンR・カノK・グティ · エレスH・アルベルトM・オズナJ・シリM・シエラH・ウルティア |
| E・スタウト                  | E・スタウト                  | E・スタウト                  | 左                           | E・スタウトR・ペレスJ・モラレスJ・シントロンEm・リベラE・ディアスD・ビダルJ・ファーガスD・オルティーズT・リベラ | R・バルデス              | R・バルデス              | R・バルデス              | 左                       | R・バルデスC・ポーリーノR・グーズマンR・カノK・グティ · エレスH・アルベルトM・オズナJ・シリM・シエラH・ウルティア |

#### 3日目 1月30日
第1試合
|                                               | 1 | 2 | 3 | 4 | 5 | 6 | 7 | 8 | 9 | R | H | E |
| --------------------------------------------- | - | - | - | - | - | - | - | - | - | - | - | - |
| カイマネス・デ・バランキージャ（COL、2勝1敗） | 0 | 0 | 0 | 0 | 0 | 0 | 0 | 0 | 0 | 0 | 4 | 1 |
| チャロス・デ・ハリスコ（MEX、1勝2敗）         | 0 | 1 | 0 | 0 | 0 | 0 | 0 | 0 | X | 1 | 5 | 2 |

1. 勝利：ウィルメル・リオス（1勝）
2. セーブ：ロベルト・オスナ（1S）
3. 敗戦：ポーフィリオ・ロペス（1敗）
4. 本塁打
MEX：フェリックス・ペレス1号ソロ
5. 審判
［球審］ユニオール・トーレス
［塁審］一塁: フアン・マヌエル・ロドリゲス、二塁: アルドレン・アコスタ、三塁: リカルド・カポイス
6. 試合開始時刻: ドミニカ共和国時間（UTC-4）午前10時5分  試合時間: 2時間37分  気温: 72°F（22.2°C）
詳細: Serie del Caribe（スペイン語） / MLB.com Gameday（英語） / ESPN.com（英語）

| カイマネス・デ・バランキージャ | カイマネス・デ・バランキージャ | カイマネス・デ・バランキージャ | カイマネス・デ・バランキージャ | カイマネス・デ・バランキージャ                                                                              | チャロス・デ・ハリスコ | チャロス・デ・ハリスコ | チャロス・デ・ハリスコ | チャロス・デ・ハリスコ | チャロス・デ・ハリスコ                                                                                           |
| ------------------------------ | ------------------------------ | ------------------------------ | ------------------------------ | --- | ---------------------- | ---------------------- | ---------------------- | ---------------------- | --- |
| 打順                           | 守備                           | 選手                           | 打席                           | P・ロペスS・レオンR・ロドリゲスC・アローヨM・ラモス鄭宗哲D・ヘレーラB・ブエルバスH・ラミレスC・マルティネス | 打順                   | 守備                   | 選手                   | 打席                   | W・リオスS・チャベスV・メンドーサE・キロスA・ムリーヨI・ロドリゲスJ・メネセスJ・カルドナFel・ペレスD・アルバレス |
| 1                              | 遊                             | 鄭宗哲                         | 左                             | P・ロペスS・レオンR・ロドリゲスC・アローヨM・ラモス鄭宗哲D・ヘレーラB・ブエルバスH・ラミレスC・マルティネス | 1                      | 中                     | J・カルドナ            | 右                     | W・リオスS・チャベスV・メンドーサE・キロスA・ムリーヨI・ロドリゲスJ・メネセスJ・カルドナFel・ペレスD・アルバレス |
| 2                              | 二                             | C・アローヨ                    | 右                             | P・ロペスS・レオンR・ロドリゲスC・アローヨM・ラモス鄭宗哲D・ヘレーラB・ブエルバスH・ラミレスC・マルティネス | 2                      | 二                     | E・キロス              | 左                     | W・リオスS・チャベスV・メンドーサE・キロスA・ムリーヨI・ロドリゲスJ・メネセスJ・カルドナFel・ペレスD・アルバレス |
| 3                              | 右                             | H・ラミレス                    | 右                             | P・ロペスS・レオンR・ロドリゲスC・アローヨM・ラモス鄭宗哲D・ヘレーラB・ブエルバスH・ラミレスC・マルティネス | 3                      | 左                     | J・メネセス            | 右                     | W・リオスS・チャベスV・メンドーサE・キロスA・ムリーヨI・ロドリゲスJ・メネセスJ・カルドナFel・ペレスD・アルバレス |
| 4                              | 一                             | R・ロドリゲス                  | 右                             | P・ロペスS・レオンR・ロドリゲスC・アローヨM・ラモス鄭宗哲D・ヘレーラB・ブエルバスH・ラミレスC・マルティネス | 4                      | 一                     | V・メンドーサ          | 左                     | W・リオスS・チャベスV・メンドーサE・キロスA・ムリーヨI・ロドリゲスJ・メネセスJ・カルドナFel・ペレスD・アルバレス |
| 5                              | 左                             | D・ヘレーラ                    | 右                             | P・ロペスS・レオンR・ロドリゲスC・アローヨM・ラモス鄭宗哲D・ヘレーラB・ブエルバスH・ラミレスC・マルティネス | 5                      | DH                     | D・アルバレス          | 右                     | W・リオスS・チャベスV・メンドーサE・キロスA・ムリーヨI・ロドリゲスJ・メネセスJ・カルドナFel・ペレスD・アルバレス |
| 6                              | 三                             | M・ラモス                      | 右                             | P・ロペスS・レオンR・ロドリゲスC・アローヨM・ラモス鄭宗哲D・ヘレーラB・ブエルバスH・ラミレスC・マルティネス | 6                      | 右                     | Fel・ペレス            | 左                     | W・リオスS・チャベスV・メンドーサE・キロスA・ムリーヨI・ロドリゲスJ・メネセスJ・カルドナFel・ペレスD・アルバレス |
| 7                              | DH                             | C・マルティネス                | 右                             | P・ロペスS・レオンR・ロドリゲスC・アローヨM・ラモス鄭宗哲D・ヘレーラB・ブエルバスH・ラミレスC・マルティネス | 7                      | 遊                     | I・ロドリゲス          | 右                     | W・リオスS・チャベスV・メンドーサE・キロスA・ムリーヨI・ロドリゲスJ・メネセスJ・カルドナFel・ペレスD・アルバレス |
| 8                              | 捕                             | S・レオン                      | 両                             | P・ロペスS・レオンR・ロドリゲスC・アローヨM・ラモス鄭宗哲D・ヘレーラB・ブエルバスH・ラミレスC・マルティネス | 8                      | 三                     | A・ムリーヨ            | 右                     | W・リオスS・チャベスV・メンドーサE・キロスA・ムリーヨI・ロドリゲスJ・メネセスJ・カルドナFel・ペレスD・アルバレス |
| 9                              | 中                             | B・ブエルバス                  | 右                             | P・ロペスS・レオンR・ロドリゲスC・アローヨM・ラモス鄭宗哲D・ヘレーラB・ブエルバスH・ラミレスC・マルティネス | 9                      | 捕                     | S・チャベス            | 右                     | W・リオスS・チャベスV・メンドーサE・キロスA・ムリーヨI・ロドリゲスJ・メネセスJ・カルドナFel・ペレスD・アルバレス |
| 先発投手                       | 先発投手                       | 先発投手                       | 投球                           | P・ロペスS・レオンR・ロドリゲスC・アローヨM・ラモス鄭宗哲D・ヘレーラB・ブエルバスH・ラミレスC・マルティネス | 先発投手               | 先発投手               | 先発投手               | 投球                   | W・リオスS・チャベスV・メンドーサE・キロスA・ムリーヨI・ロドリゲスJ・メネセスJ・カルドナFel・ペレスD・アルバレス |
| P・ロペス                      | P・ロペス                      | P・ロペス                      | 左                             | P・ロペスS・レオンR・ロドリゲスC・アローヨM・ラモス鄭宗哲D・ヘレーラB・ブエルバスH・ラミレスC・マルティネス | W・リオス              | W・リオス              | W・リオス              | 右                     | W・リオスS・チャベスV・メンドーサE・キロスA・ムリーヨI・ロドリゲスJ・メネセスJ・カルドナFel・ペレスD・アルバレス |

第2試合
|                                                 | 1 | 2 | 3 | 4 | 5 | 6 | 7 | 8 | 9 | R | H  | E |
| ----------------------------------------------- | - | - | - | - | - | - | - | - | - | - | -- | - |
| ナベガンテス・デル・マガジャネス（VEN、2勝1敗） | 0 | 2 | 1 | 1 | 0 | 0 | 0 | 0 | 0 | 4 | 12 | 0 |
| クリオージョス・デ・カグアス（PUR、0勝3敗）     | 0 | 0 | 2 | 0 | 0 | 0 | 0 | 0 | 0 | 2 | 4  | 0 |

1. 勝利：エンダーソン・フランコ（1勝）
2. セーブ：ブルース・ロンドン（1S）
3. 敗戦：ヨーディー・カブレラ（1敗）
4. 審判
［球審］フェリックス・ネオン
［塁審］一塁: フェリックス・テハダ、二塁: エリセオ・ファベーラ、三塁: サントス・カスティーヨ
5. 試合開始時刻: ドミニカ共和国時間（UTC-4）午後3時3分  試合時間: 3時間27分  気温: 87°F（30.6°C）
詳細: Serie del Caribe（スペイン語） / MLB.com Gameday（英語） / ESPN.com（英語）

| ナベガンテス・デル・マガジャネス | ナベガンテス・デル・マガジャネス | ナベガンテス・デル・マガジャネス | ナベガンテス・デル・マガジャネス | ナベガンテス・デル・マガジャネス | クリオージョス・デ・カグアス | クリオージョス・デ・カグアス | クリオージョス・デ・カグアス | クリオージョス・デ・カグアス | クリオージョス・デ・カグアス                                                                              |
| -------------------------------- | -------------------------------- | -------------------------------- | -------------------------------- | --- | ---------------------------- | ---------------------------- | ---------------------------- | ---------------------------- | --- |
| 打順                             | 守備                             | 選手                             | 打席                             | C・ヒメネスF・アルシアB・フエン · マヨールW・アストゥ · ディーヨN・ロメロG・ノリエガA・マルティネスC・ガッタD・バスケスP・サンドバル | 打順                         | 守備                         | 選手                         | 打席                         | Y・カブレラJ・モラレスT・リベラV・マシンEm・リベラE・ディアスD・ビダルJ・ファーガスN・ベラスケスR・ペレス |
| 1                                | 中                               | C・ガッタ                        | 右                               | C・ヒメネスF・アルシアB・フエン · マヨールW・アストゥ · ディーヨN・ロメロG・ノリエガA・マルティネスC・ガッタD・バスケスP・サンドバル | 1                            | 中                           | J・ファーガス                | 右                           | Y・カブレラJ・モラレスT・リベラV・マシンEm・リベラE・ディアスD・ビダルJ・ファーガスN・ベラスケスR・ペレス |
| 2                                | 三                               | N・ロメロ                        | 両                               | C・ヒメネスF・アルシアB・フエン · マヨールW・アストゥ · ディーヨN・ロメロG・ノリエガA・マルティネスC・ガッタD・バスケスP・サンドバル | 2                            | 一                           | T・リベラ                    | 右                           | Y・カブレラJ・モラレスT・リベラV・マシンEm・リベラE・ディアスD・ビダルJ・ファーガスN・ベラスケスR・ペレス |
| 3                                | 二                               | W・アストゥディーヨ              | 右                               | C・ヒメネスF・アルシアB・フエン · マヨールW・アストゥ · ディーヨN・ロメロG・ノリエガA・マルティネスC・ガッタD・バスケスP・サンドバル | 3                            | 三                           | Em・リベラ                   | 右                           | Y・カブレラJ・モラレスT・リベラV・マシンEm・リベラE・ディアスD・ビダルJ・ファーガスN・ベラスケスR・ペレス |
| 4                                | 右                               | D・バスケス                      | 左                               | C・ヒメネスF・アルシアB・フエン · マヨールW・アストゥ · ディーヨN・ロメロG・ノリエガA・マルティネスC・ガッタD・バスケスP・サンドバル | 4                            | 左                           | D・ビダル                    | 右                           | Y・カブレラJ・モラレスT・リベラV・マシンEm・リベラE・ディアスD・ビダルJ・ファーガスN・ベラスケスR・ペレス |
| 5                                | 一                               | B・フエンマヨール                | 右                               | C・ヒメネスF・アルシアB・フエン · マヨールW・アストゥ · ディーヨN・ロメロG・ノリエガA・マルティネスC・ガッタD・バスケスP・サンドバル | 5                            | DH                           | R・ペレス                    | 右                           | Y・カブレラJ・モラレスT・リベラV・マシンEm・リベラE・ディアスD・ビダルJ・ファーガスN・ベラスケスR・ペレス |
| 6                                | DH                               | P・サンドバル                    | 両                               | C・ヒメネスF・アルシアB・フエン · マヨールW・アストゥ · ディーヨN・ロメロG・ノリエガA・マルティネスC・ガッタD・バスケスP・サンドバル | 6                            | 二                           | V・マシン                    | 左                           | Y・カブレラJ・モラレスT・リベラV・マシンEm・リベラE・ディアスD・ビダルJ・ファーガスN・ベラスケスR・ペレス |
| 7                                | 左                               | A・マルティネス                  | 右                               | C・ヒメネスF・アルシアB・フエン · マヨールW・アストゥ · ディーヨN・ロメロG・ノリエガA・マルティネスC・ガッタD・バスケスP・サンドバル | 7                            | 捕                           | J・モラレス                  | 右                           | Y・カブレラJ・モラレスT・リベラV・マシンEm・リベラE・ディアスD・ビダルJ・ファーガスN・ベラスケスR・ペレス |
| 8                                | 捕                               | F・アルシア                      | 左                               | C・ヒメネスF・アルシアB・フエン · マヨールW・アストゥ · ディーヨN・ロメロG・ノリエガA・マルティネスC・ガッタD・バスケスP・サンドバル | 8                            | 右                           | N・ベラスケス                | 右                           | Y・カブレラJ・モラレスT・リベラV・マシンEm・リベラE・ディアスD・ビダルJ・ファーガスN・ベラスケスR・ペレス |
| 9                                | 遊                               | G・ノリエガ                      | 右                               | C・ヒメネスF・アルシアB・フエン · マヨールW・アストゥ · ディーヨN・ロメロG・ノリエガA・マルティネスC・ガッタD・バスケスP・サンドバル | 9                            | 遊                           | E・ディアス                  | 右                           | Y・カブレラJ・モラレスT・リベラV・マシンEm・リベラE・ディアスD・ビダルJ・ファーガスN・ベラスケスR・ペレス |
| 先発投手                         | 先発投手                         | 先発投手                         | 投球                             | C・ヒメネスF・アルシアB・フエン · マヨールW・アストゥ · ディーヨN・ロメロG・ノリエガA・マルティネスC・ガッタD・バスケスP・サンドバル | 先発投手                     | 先発投手                     | 先発投手                     | 投球                         | Y・カブレラJ・モラレスT・リベラV・マシンEm・リベラE・ディアスD・ビダルJ・ファーガスN・ベラスケスR・ペレス |
| C・ヒメネス                      | C・ヒメネス                      | C・ヒメネス                      | 左                               | C・ヒメネスF・アルシアB・フエン · マヨールW・アストゥ · ディーヨN・ロメロG・ノリエガA・マルティネスC・ガッタD・バスケスP・サンドバル | Y・カブレラ                  | Y・カブレラ                  | Y・カブレラ                  | 右                           | Y・カブレラJ・モラレスT・リベラV・マシンEm・リベラE・ディアスD・ビダルJ・ファーガスN・ベラスケスR・ペレス |

第3試合
|                                                     | 1 | 2 | 3 | 4 | 5 | 6 | 7 | 8 | 9 | R | H | E |
| --------------------------------------------------- | - | - | - | - | - | - | - | - | - | - | - | - |
| アストロナウタス・デ・ロス・サントス（PAN、1勝2敗） | 0 | 2 | 0 | 0 | 0 | 0 | 1 | 0 | 0 | 3 | 9 | 2 |
| ヒガンテス・デル・シバオ（DOM、3勝0敗）             | 0 | 0 | 3 | 0 | 0 | 0 | 3 | 1 | X | 7 | 9 | 1 |

1. 勝利：ライアン・クスモール（1勝）
2. 敗戦：ウィルフレド・ペレイラ（1敗）
3. 審判
［球審］デルフィン・コローン
［塁審］一塁: アレハンドロ・パーラ、二塁: デビッド・アリエータ、三塁: ヘスス・ロペス
4. 試合開始時刻: ドミニカ共和国時間（UTC-4）午後6時9分  試合時間: 3時間31分  気温: 81°F（27.2°C）
詳細: Serie del Caribe（スペイン語） / MLB.com Gameday（英語） / ESPN.com（英語）

| アストロナウタス・デ・ロス・サントス | アストロナウタス・デ・ロス・サントス | アストロナウタス・デ・ロス・サントス | アストロナウタス・デ・ロス・サントス | アストロナウタス・デ・ロス・サントス                                                                          | ヒガンテス・デル・シバオ | ヒガンテス・デル・シバオ | ヒガンテス・デル・シバオ | ヒガンテス・デル・シバオ | ヒガンテス・デル・シバオ                                                                                            |
| ------------------------------------ | ------------------------------------ | ------------------------------------ | ------------------------------------ | --- | ------------------------ | ------------------------ | ------------------------ | ------------------------ | --- |
| 打順                                 | 守備                                 | 選手                                 | 打席                                 | Ed・リベラC・ベタンコートI・ヘレーラE・ムニョスT・ヘアE・トーマスO・ロサリオJ・サントスD・ヒメネスJ・デルーカ | 打順                     | 守備                     | 選手                     | 打席                     | Y・マヤC・ポーリーノR・グーズマンR・カノK・グティ · エレスH・アルベルトM・オズナJ・シリH・ウルティアJ・フランシスコ |
| 1                                    | 二                                   | E・ムニョス                          | 右                                   | Ed・リベラC・ベタンコートI・ヘレーラE・ムニョスT・ヘアE・トーマスO・ロサリオJ・サントスD・ヒメネスJ・デルーカ | 1                        | 中                       | J・シリ                  | 右                       | Y・マヤC・ポーリーノR・グーズマンR・カノK・グティ · エレスH・アルベルトM・オズナJ・シリH・ウルティアJ・フランシスコ |
| 2                                    | 左                                   | O・ロサリオ                          | 右                                   | Ed・リベラC・ベタンコートI・ヘレーラE・ムニョスT・ヘアE・トーマスO・ロサリオJ・サントスD・ヒメネスJ・デルーカ | 2                        | 遊                       | H・アルベルト            | 右                       | Y・マヤC・ポーリーノR・グーズマンR・カノK・グティ · エレスH・アルベルトM・オズナJ・シリH・ウルティアJ・フランシスコ |
| 3                                    | 一                                   | I・ヘレーラ                          | 右                                   | Ed・リベラC・ベタンコートI・ヘレーラE・ムニョスT・ヘアE・トーマスO・ロサリオJ・サントスD・ヒメネスJ・デルーカ | 3                        | 二                       | R・カノ                  | 左                       | Y・マヤC・ポーリーノR・グーズマンR・カノK・グティ · エレスH・アルベルトM・オズナJ・シリH・ウルティアJ・フランシスコ |
| 4                                    | DH                                   | J・デルーカ                          | 両                                   | Ed・リベラC・ベタンコートI・ヘレーラE・ムニョスT・ヘアE・トーマスO・ロサリオJ・サントスD・ヒメネスJ・デルーカ | 4                        | 左                       | M・オズナ                | 右                       | Y・マヤC・ポーリーノR・グーズマンR・カノK・グティ · エレスH・アルベルトM・オズナJ・シリH・ウルティアJ・フランシスコ |
| 5                                    | 捕                                   | C・ベタンコート                      | 右                                   | Ed・リベラC・ベタンコートI・ヘレーラE・ムニョスT・ヘアE・トーマスO・ロサリオJ・サントスD・ヒメネスJ・デルーカ | 5                        | 右                       | H・ウルティア            | 左                       | Y・マヤC・ポーリーノR・グーズマンR・カノK・グティ · エレスH・アルベルトM・オズナJ・シリH・ウルティアJ・フランシスコ |
| 6                                    | 右                                   | D・ヒメネス                          | 右                                   | Ed・リベラC・ベタンコートI・ヘレーラE・ムニョスT・ヘアE・トーマスO・ロサリオJ・サントスD・ヒメネスJ・デルーカ | 6                        | 三                       | K・グティエレス          | 右                       | Y・マヤC・ポーリーノR・グーズマンR・カノK・グティ · エレスH・アルベルトM・オズナJ・シリH・ウルティアJ・フランシスコ |
| 7                                    | 遊                                   | E・トーマス                          | 右                                   | Ed・リベラC・ベタンコートI・ヘレーラE・ムニョスT・ヘアE・トーマスO・ロサリオJ・サントスD・ヒメネスJ・デルーカ | 7                        | DH                       | J・フランシスコ          | 左                       | Y・マヤC・ポーリーノR・グーズマンR・カノK・グティ · エレスH・アルベルトM・オズナJ・シリH・ウルティアJ・フランシスコ |
| 8                                    | 三                                   | T・ヘア                              | 左                                   | Ed・リベラC・ベタンコートI・ヘレーラE・ムニョスT・ヘアE・トーマスO・ロサリオJ・サントスD・ヒメネスJ・デルーカ | 8                        | 一                       | R・グーズマン            | 左                       | Y・マヤC・ポーリーノR・グーズマンR・カノK・グティ · エレスH・アルベルトM・オズナJ・シリH・ウルティアJ・フランシスコ |
| 9                                    | 中                                   | J・サントス                          | 右                                   | Ed・リベラC・ベタンコートI・ヘレーラE・ムニョスT・ヘアE・トーマスO・ロサリオJ・サントスD・ヒメネスJ・デルーカ | 9                        | 捕                       | C・ポーリーノ            | 右                       | Y・マヤC・ポーリーノR・グーズマンR・カノK・グティ · エレスH・アルベルトM・オズナJ・シリH・ウルティアJ・フランシスコ |
| 先発投手                             | 先発投手                             | 先発投手                             | 投球                                 | Ed・リベラC・ベタンコートI・ヘレーラE・ムニョスT・ヘアE・トーマスO・ロサリオJ・サントスD・ヒメネスJ・デルーカ | 先発投手                 | 先発投手                 | 先発投手                 | 投球                     | Y・マヤC・ポーリーノR・グーズマンR・カノK・グティ · エレスH・アルベルトM・オズナJ・シリH・ウルティアJ・フランシスコ |
| Ed・リベラ                           | Ed・リベラ                           | Ed・リベラ                           | 右                                   | Ed・リベラC・ベタンコートI・ヘレーラE・ムニョスT・ヘアE・トーマスO・ロサリオJ・サントスD・ヒメネスJ・デルーカ | Y・マヤ                  | Y・マヤ                  | Y・マヤ                  | 右                       | Y・マヤC・ポーリーノR・グーズマンR・カノK・グティ · エレスH・アルベルトM・オズナJ・シリH・ウルティアJ・フランシスコ |

#### 4日目 1月31日
第1試合
|                                                     | 1 | 2 | 3 | 4 | 5 | 6 | 7 | 8 | 9 | R | H | E |
| --------------------------------------------------- | - | - | - | - | - | - | - | - | - | - | - | - |
| ナベガンテス・デル・マガジャネス（VEN、3勝1敗）     | 0 | 0 | 0 | 0 | 0 | 2 | 0 | 0 | 0 | 2 | 4 | 1 |
| アストロナウタス・デ・ロス・サントス（PAN、1勝3敗） | 0 | 0 | 0 | 0 | 0 | 1 | 0 | 0 | 0 | 1 | 8 | 0 |

1. 勝利：ヘンダーソン・アルバレス（1勝）
2. セーブ：ブルース・ロンドン（2S）
3. 敗戦：ホセ・モリーナ（1敗）
4. 本塁打
VEN：アンヘル・レイエス1号2ラン
5. 審判
［球審］フアン・マヌエル・ロドリゲス
［塁審］一塁: アルドレン・アコスタ、二塁: デルフィン・コローン、三塁: リカルド・カポイス
6. 試合開始時刻: ドミニカ共和国時間（UTC-4）午前10時34分  試合時間: 3時間25分  気温: 75°F（23.9°C）
詳細: Serie del Caribe（スペイン語） / MLB.com Gameday（英語） / ESPN.com（英語）

| ナベガンテス・デル・マガジャネス | ナベガンテス・デル・マガジャネス | ナベガンテス・デル・マガジャネス | ナベガンテス・デル・マガジャネス | ナベガンテス・デル・マガジャネス                                                                                        | アストロナウタス・デ・ロス・サントス | アストロナウタス・デ・ロス・サントス | アストロナウタス・デ・ロス・サントス | アストロナウタス・デ・ロス・サントス | アストロナウタス・デ・ロス・サントス                                                                             |
| -------------------------------- | -------------------------------- | -------------------------------- | -------------------------------- | --- | ------------------------------------ | ------------------------------------ | ------------------------------------ | ------------------------------------ | --- |
| 打順                             | 守備                             | 選手                             | 打席                             | E・レアルA・ニエトW・アストゥ · ディーヨL・レジナットN・ロメロR・アスカニオA・レイエスC・ガッタD・バスケスP・サンドバル | 打順                                 | 守備                                 | 選手                                 | 打席                                 | D・ロメロF・ファーミンI・ヘレーラE・ファーミンT・ヘアE・トーマスO・ロサリオJ・サントスC・ベタンコートJ・デルーカ |
| 1                                | 中                               | C・ガッタ                        | 右                               | E・レアルA・ニエトW・アストゥ · ディーヨL・レジナットN・ロメロR・アスカニオA・レイエスC・ガッタD・バスケスP・サンドバル | 1                                    | 中                                   | J・サントス                          | 右                                   | D・ロメロF・ファーミンI・ヘレーラE・ファーミンT・ヘアE・トーマスO・ロサリオJ・サントスC・ベタンコートJ・デルーカ |
| 2                                | 三                               | N・ロメロ                        | 両                               | E・レアルA・ニエトW・アストゥ · ディーヨL・レジナットN・ロメロR・アスカニオA・レイエスC・ガッタD・バスケスP・サンドバル | 2                                    | 左                                   | O・ロサリオ                          | 右                                   | D・ロメロF・ファーミンI・ヘレーラE・ファーミンT・ヘアE・トーマスO・ロサリオJ・サントスC・ベタンコートJ・デルーカ |
| 3                                | 一                               | W・アストゥディーヨ              | 右                               | E・レアルA・ニエトW・アストゥ · ディーヨL・レジナットN・ロメロR・アスカニオA・レイエスC・ガッタD・バスケスP・サンドバル | 3                                    | 一                                   | I・ヘレーラ                          | 右                                   | D・ロメロF・ファーミンI・ヘレーラE・ファーミンT・ヘアE・トーマスO・ロサリオJ・サントスC・ベタンコートJ・デルーカ |
| 4                                | 右                               | D・バスケス                      | 左                               | E・レアルA・ニエトW・アストゥ · ディーヨL・レジナットN・ロメロR・アスカニオA・レイエスC・ガッタD・バスケスP・サンドバル | 4                                    | DH                                   | J・デルーカ                          | 両                                   | D・ロメロF・ファーミンI・ヘレーラE・ファーミンT・ヘアE・トーマスO・ロサリオJ・サントスC・ベタンコートJ・デルーカ |
| 5                                | 左                               | A・レイエス                      | 右                               | E・レアルA・ニエトW・アストゥ · ディーヨL・レジナットN・ロメロR・アスカニオA・レイエスC・ガッタD・バスケスP・サンドバル | 5                                    | 右                                   | C・ベタンコート                      | 右                                   | D・ロメロF・ファーミンI・ヘレーラE・ファーミンT・ヘアE・トーマスO・ロサリオJ・サントスC・ベタンコートJ・デルーカ |
| 6                                | DH                               | P・サンドバル                    | 両                               | E・レアルA・ニエトW・アストゥ · ディーヨL・レジナットN・ロメロR・アスカニオA・レイエスC・ガッタD・バスケスP・サンドバル | 6                                    | 捕                                   | F・ファーミン                        | 右                                   | D・ロメロF・ファーミンI・ヘレーラE・ファーミンT・ヘアE・トーマスO・ロサリオJ・サントスC・ベタンコートJ・デルーカ |
| 7                                | 二                               | L・レジナット                    | 右                               | E・レアルA・ニエトW・アストゥ · ディーヨL・レジナットN・ロメロR・アスカニオA・レイエスC・ガッタD・バスケスP・サンドバル | 7                                    | 遊                                   | E・トーマス                          | 右                                   | D・ロメロF・ファーミンI・ヘレーラE・ファーミンT・ヘアE・トーマスO・ロサリオJ・サントスC・ベタンコートJ・デルーカ |
| 8                                | 捕                               | A・ニエト                        | 右                               | E・レアルA・ニエトW・アストゥ · ディーヨL・レジナットN・ロメロR・アスカニオA・レイエスC・ガッタD・バスケスP・サンドバル | 8                                    | 三                                   | T・ヘア                              | 左                                   | D・ロメロF・ファーミンI・ヘレーラE・ファーミンT・ヘアE・トーマスO・ロサリオJ・サントスC・ベタンコートJ・デルーカ |
| 9                                | 遊                               | R・アスカニオ                    | 右                               | E・レアルA・ニエトW・アストゥ · ディーヨL・レジナットN・ロメロR・アスカニオA・レイエスC・ガッタD・バスケスP・サンドバル | 9                                    | 二                                   | E・ファーミン                        | 右                                   | D・ロメロF・ファーミンI・ヘレーラE・ファーミンT・ヘアE・トーマスO・ロサリオJ・サントスC・ベタンコートJ・デルーカ |
| 先発投手                         | 先発投手                         | 先発投手                         | 投球                             | E・レアルA・ニエトW・アストゥ · ディーヨL・レジナットN・ロメロR・アスカニオA・レイエスC・ガッタD・バスケスP・サンドバル | 先発投手                             | 先発投手                             | 先発投手                             | 投球                                 | D・ロメロF・ファーミンI・ヘレーラE・ファーミンT・ヘアE・トーマスO・ロサリオJ・サントスC・ベタンコートJ・デルーカ |
| E・レアル                        | E・レアル                        | E・レアル                        | 右                               | E・レアルA・ニエトW・アストゥ · ディーヨL・レジナットN・ロメロR・アスカニオA・レイエスC・ガッタD・バスケスP・サンドバル | D・ロメロ                            | D・ロメロ                            | D・ロメロ                            | 左                                   | D・ロメロF・ファーミンI・ヘレーラE・ファーミンT・ヘアE・トーマスO・ロサリオJ・サントスC・ベタンコートJ・デルーカ |

第2試合
|                                             | 1 | 2 | 3 | 4 | 5 | 6 | 7 | 8 | 9 | R | H  | E |
| ------------------------------------------- | - | - | - | - | - | - | - | - | - | - | -- | - |
| チャロス・デ・ハリスコ（MEX、2勝2敗）       | 2 | 0 | 2 | 0 | 0 | 1 | 0 | 0 | 0 | 5 | 10 | 0 |
| クリオージョス・デ・カグアス（PUR、0勝4敗） | 0 | 0 | 0 | 0 | 0 | 0 | 0 | 0 | 0 | 0 | 6  | 0 |

1. 勝利：ニック・ストラック（1勝）
2. 敗戦：オスカー・デラクルーズ（1敗）
3. 本塁打
MEX：エステバン・キロス1号ソロ
4. 審判
［球審］フェリックス・テハダ
［塁審］一塁: デビッド・アリエータ、二塁: サントス・カスティーヨ、三塁: ドミンゴ・ポランコ
5. 試合開始時刻: ドミニカ共和国時間（UTC-4）午後3時6分  試合時間: 3時間12分  気温: 83°F（28.3°C）
詳細: Serie del Caribe（スペイン語） / MLB.com Gameday（英語） / ESPN.com（英語）

| チャロス・デ・ハリスコ | チャロス・デ・ハリスコ | チャロス・デ・ハリスコ | チャロス・デ・ハリスコ | チャロス・デ・ハリスコ                                                                                               | クリオージョス・デ・カグアス | クリオージョス・デ・カグアス | クリオージョス・デ・カグアス | クリオージョス・デ・カグアス | クリオージョス・デ・カグアス                                                                                        |
| ---------------------- | ---------------------- | ---------------------- | ---------------------- | --- | ---------------------------- | ---------------------------- | ---------------------------- | ---------------------------- | --- |
| 打順                   | 守備                   | 選手                   | 打席                   | N・ストラックF・フローレスV・メンドーサE・キロスA・ムリーヨI・ロドリゲスJ・メネセスJ・カルドナFel・ペレスJ・アマダー | 打順                         | 守備                         | 選手                         | 打席                         | O・デラクルーズJ・センテノV・マシンB・ロドリゲスD・ビダルEm・リベラR・エンリケスJ・ファーガスR・フエンテスR・ペレス |
| 1                      | 中                     | J・カルドナ            | 右                     | N・ストラックF・フローレスV・メンドーサE・キロスA・ムリーヨI・ロドリゲスJ・メネセスJ・カルドナFel・ペレスJ・アマダー | 1                            | 二                           | B・ロドリゲス                | 右                           | O・デラクルーズJ・センテノV・マシンB・ロドリゲスD・ビダルEm・リベラR・エンリケスJ・ファーガスR・フエンテスR・ペレス |
| 2                      | 二                     | E・キロス              | 左                     | N・ストラックF・フローレスV・メンドーサE・キロスA・ムリーヨI・ロドリゲスJ・メネセスJ・カルドナFel・ペレスJ・アマダー | 2                            | 一                           | V・マシン                    | 左                           | O・デラクルーズJ・センテノV・マシンB・ロドリゲスD・ビダルEm・リベラR・エンリケスJ・ファーガスR・フエンテスR・ペレス |
| 3                      | 左                     | J・メネセス            | 右                     | N・ストラックF・フローレスV・メンドーサE・キロスA・ムリーヨI・ロドリゲスJ・メネセスJ・カルドナFel・ペレスJ・アマダー | 3                            | 遊                           | Em・リベラ                   | 右                           | O・デラクルーズJ・センテノV・マシンB・ロドリゲスD・ビダルEm・リベラR・エンリケスJ・ファーガスR・フエンテスR・ペレス |
| 4                      | 一                     | V・メンドーサ          | 左                     | N・ストラックF・フローレスV・メンドーサE・キロスA・ムリーヨI・ロドリゲスJ・メネセスJ・カルドナFel・ペレスJ・アマダー | 4                            | 三                           | D・ビダル                    | 右                           | O・デラクルーズJ・センテノV・マシンB・ロドリゲスD・ビダルEm・リベラR・エンリケスJ・ファーガスR・フエンテスR・ペレス |
| 5                      | DH                     | J・アマダー            | 右                     | N・ストラックF・フローレスV・メンドーサE・キロスA・ムリーヨI・ロドリゲスJ・メネセスJ・カルドナFel・ペレスJ・アマダー | 5                            | 捕                           | J・センテノ                  | 左                           | O・デラクルーズJ・センテノV・マシンB・ロドリゲスD・ビダルEm・リベラR・エンリケスJ・ファーガスR・フエンテスR・ペレス |
| 6                      | 右                     | Fel・ペレス            | 左                     | N・ストラックF・フローレスV・メンドーサE・キロスA・ムリーヨI・ロドリゲスJ・メネセスJ・カルドナFel・ペレスJ・アマダー | 6                            | 中                           | J・ファーガス                | 右                           | O・デラクルーズJ・センテノV・マシンB・ロドリゲスD・ビダルEm・リベラR・エンリケスJ・ファーガスR・フエンテスR・ペレス |
| 7                      | 遊                     | I・ロドリゲス          | 右                     | N・ストラックF・フローレスV・メンドーサE・キロスA・ムリーヨI・ロドリゲスJ・メネセスJ・カルドナFel・ペレスJ・アマダー | 7                            | 右                           | R・フエンテス                | 左                           | O・デラクルーズJ・センテノV・マシンB・ロドリゲスD・ビダルEm・リベラR・エンリケスJ・ファーガスR・フエンテスR・ペレス |
| 8                      | 三                     | A・ムリーヨ            | 右                     | N・ストラックF・フローレスV・メンドーサE・キロスA・ムリーヨI・ロドリゲスJ・メネセスJ・カルドナFel・ペレスJ・アマダー | 8                            | DH                           | R・ペレス                    | 右                           | O・デラクルーズJ・センテノV・マシンB・ロドリゲスD・ビダルEm・リベラR・エンリケスJ・ファーガスR・フエンテスR・ペレス |
| 9                      | 捕                     | F・フローレス          | 両                     | N・ストラックF・フローレスV・メンドーサE・キロスA・ムリーヨI・ロドリゲスJ・メネセスJ・カルドナFel・ペレスJ・アマダー | 9                            | 左                           | R・エンリケス                | 左                           | O・デラクルーズJ・センテノV・マシンB・ロドリゲスD・ビダルEm・リベラR・エンリケスJ・ファーガスR・フエンテスR・ペレス |
| 先発投手               | 先発投手               | 先発投手               | 投球                   | N・ストラックF・フローレスV・メンドーサE・キロスA・ムリーヨI・ロドリゲスJ・メネセスJ・カルドナFel・ペレスJ・アマダー | 先発投手                     | 先発投手                     | 先発投手                     | 投球                         | O・デラクルーズJ・センテノV・マシンB・ロドリゲスD・ビダルEm・リベラR・エンリケスJ・ファーガスR・フエンテスR・ペレス |
| N・ストラック          | N・ストラック          | N・ストラック          | 右                     | N・ストラックF・フローレスV・メンドーサE・キロスA・ムリーヨI・ロドリゲスJ・メネセスJ・カルドナFel・ペレスJ・アマダー | O・デラクルーズ              | O・デラクルーズ              | O・デラクルーズ              | 右                           | O・デラクルーズJ・センテノV・マシンB・ロドリゲスD・ビダルEm・リベラR・エンリケスJ・ファーガスR・フエンテスR・ペレス |

第3試合
|                                               | 1 | 2 | 3 | 4 | 5 | 6 | 7 | 8 | 9 | R | H | E |
| --------------------------------------------- | - | - | - | - | - | - | - | - | - | - | - | - |
| ヒガンテス・デル・シバオ（DOM、3勝1敗）       | 0 | 0 | 0 | 0 | 0 | 1 | 0 | 0 | 0 | 1 | 6 | 1 |
| カイマネス・デ・バランキージャ（COL、3勝1敗） | 0 | 1 | 1 | 0 | 0 | 0 | 0 | 0 | X | 2 | 7 | 1 |

1. 勝利：フェルナンド・ペレス（1勝）
2. セーブ：ロナルド・ラミレス（1S）
3. 敗戦：リサルベルト・ボニーヤ（1敗）
4. 審判
［球審］ジョナタン・パーラ
［塁審］一塁: エリセオ・ファベーラ、二塁: ヘスス・ミラー、三塁: ルーベン・ラモス
5. 試合開始時刻: ドミニカ共和国時間（UTC-4）午後8時6分  試合時間: 3時間3分  気温: 80°F（26.7°C）
詳細: Serie del Caribe（スペイン語） / MLB.com Gameday（英語） / ESPN.com（英語）

| ヒガンテス・デル・シバオ | ヒガンテス・デル・シバオ | ヒガンテス・デル・シバオ | ヒガンテス・デル・シバオ | ヒガンテス・デル・シバオ                                                                                          | カイマネス・デ・バランキージャ | カイマネス・デ・バランキージャ | カイマネス・デ・バランキージャ | カイマネス・デ・バランキージャ | カイマネス・デ・バランキージャ                                                                              |
| ------------------------ | ------------------------ | ------------------------ | ------------------------ | --- | ------------------------------ | ------------------------------ | ------------------------------ | ------------------------------ | --- |
| 打順                     | 守備                     | 選手                     | 打席                     | L・ボニーヤW・リーバスR・グーズマンR・カノK・グティ · エレスH・アルベルトM・オズナJ・シリM・シエラJ・フランシスコ | 打順                           | 守備                           | 選手                           | 打席                           | Fer・ペレスS・レオンR・ロドリゲスC・アローヨD・フリアス鄭宗哲A・アングロB・ブエルバスH・ラミレスR・カブレラ |
| 1                        | 中                       | J・シリ                  | 右                       | L・ボニーヤW・リーバスR・グーズマンR・カノK・グティ · エレスH・アルベルトM・オズナJ・シリM・シエラJ・フランシスコ | 1                              | 遊                             | 鄭宗哲                         | 左                             | Fer・ペレスS・レオンR・ロドリゲスC・アローヨD・フリアス鄭宗哲A・アングロB・ブエルバスH・ラミレスR・カブレラ |
| 2                        | 遊                       | H・アルベルト            | 右                       | L・ボニーヤW・リーバスR・グーズマンR・カノK・グティ · エレスH・アルベルトM・オズナJ・シリM・シエラJ・フランシスコ | 2                              | 二                             | C・アローヨ                    | 右                             | Fer・ペレスS・レオンR・ロドリゲスC・アローヨD・フリアス鄭宗哲A・アングロB・ブエルバスH・ラミレスR・カブレラ |
| 3                        | 二                       | R・カノ                  | 左                       | L・ボニーヤW・リーバスR・グーズマンR・カノK・グティ · エレスH・アルベルトM・オズナJ・シリM・シエラJ・フランシスコ | 3                              | 右                             | H・ラミレス                    | 右                             | Fer・ペレスS・レオンR・ロドリゲスC・アローヨD・フリアス鄭宗哲A・アングロB・ブエルバスH・ラミレスR・カブレラ |
| 4                        | 左                       | M・オズナ                | 右                       | L・ボニーヤW・リーバスR・グーズマンR・カノK・グティ · エレスH・アルベルトM・オズナJ・シリM・シエラJ・フランシスコ | 4                              | 一                             | R・ロドリゲス                  | 右                             | Fer・ペレスS・レオンR・ロドリゲスC・アローヨD・フリアス鄭宗哲A・アングロB・ブエルバスH・ラミレスR・カブレラ |
| 5                        | 三                       | K・グティエレス          | 右                       | L・ボニーヤW・リーバスR・グーズマンR・カノK・グティ · エレスH・アルベルトM・オズナJ・シリM・シエラJ・フランシスコ | 5                              | 左                             | A・アングロ                    | 右                             | Fer・ペレスS・レオンR・ロドリゲスC・アローヨD・フリアス鄭宗哲A・アングロB・ブエルバスH・ラミレスR・カブレラ |
| 6                        | DH                       | J・フランシスコ          | 左                       | L・ボニーヤW・リーバスR・グーズマンR・カノK・グティ · エレスH・アルベルトM・オズナJ・シリM・シエラJ・フランシスコ | 6                              | DH                             | R・カブレラ                    | 右                             | Fer・ペレスS・レオンR・ロドリゲスC・アローヨD・フリアス鄭宗哲A・アングロB・ブエルバスH・ラミレスR・カブレラ |
| 7                        | 右                       | M・シエラ                | 右                       | L・ボニーヤW・リーバスR・グーズマンR・カノK・グティ · エレスH・アルベルトM・オズナJ・シリM・シエラJ・フランシスコ | 7                              | 中                             | B・ブエルバス                  | 右                             | Fer・ペレスS・レオンR・ロドリゲスC・アローヨD・フリアス鄭宗哲A・アングロB・ブエルバスH・ラミレスR・カブレラ |
| 8                        | 一                       | R・グーズマン            | 左                       | L・ボニーヤW・リーバスR・グーズマンR・カノK・グティ · エレスH・アルベルトM・オズナJ・シリM・シエラJ・フランシスコ | 8                              | 捕                             | S・レオン                      | 両                             | Fer・ペレスS・レオンR・ロドリゲスC・アローヨD・フリアス鄭宗哲A・アングロB・ブエルバスH・ラミレスR・カブレラ |
| 9                        | 捕                       | W・リーバス              | 右                       | L・ボニーヤW・リーバスR・グーズマンR・カノK・グティ · エレスH・アルベルトM・オズナJ・シリM・シエラJ・フランシスコ | 9                              | 三                             | D・フリアス                    | 両                             | Fer・ペレスS・レオンR・ロドリゲスC・アローヨD・フリアス鄭宗哲A・アングロB・ブエルバスH・ラミレスR・カブレラ |
| 先発投手                 | 先発投手                 | 先発投手                 | 投球                     | L・ボニーヤW・リーバスR・グーズマンR・カノK・グティ · エレスH・アルベルトM・オズナJ・シリM・シエラJ・フランシスコ | 先発投手                       | 先発投手                       | 先発投手                       | 投球                           | Fer・ペレスS・レオンR・ロドリゲスC・アローヨD・フリアス鄭宗哲A・アングロB・ブエルバスH・ラミレスR・カブレラ |
| L・ボニーヤ              | L・ボニーヤ              | L・ボニーヤ              | 右                       | L・ボニーヤW・リーバスR・グーズマンR・カノK・グティ · エレスH・アルベルトM・オズナJ・シリM・シエラJ・フランシスコ | Fer・ペレス                    | Fer・ペレス                    | Fer・ペレス                    | 右                             | Fer・ペレスS・レオンR・ロドリゲスC・アローヨD・フリアス鄭宗哲A・アングロB・ブエルバスH・ラミレスR・カブレラ |

#### 5日目 2月1日
第1試合
|                                               | 1 | 2 | 3 | 4 | 5 | 6 | 7 | 8 | 9 | R | H | E |
| --------------------------------------------- | - | - | - | - | - | - | - | - | - | - | - | - |
| カイマネス・デ・バランキージャ（COL、3勝2敗） | 0 | 0 | 1 | 0 | 0 | 0 | 0 | 1 | 0 | 2 | 8 | 3 |
| クリオージョス・デ・カグアス（PUR、1勝4敗）   | 0 | 0 | 1 | 1 | 2 | 2 | 0 | 0 | X | 6 | 6 | 0 |

1. 勝利：ルイス・クルーズ（1勝）
2. 敗戦：エドゥアール・ロペス（1敗）
3. 本塁打
COL：マウリシオ・ラモス1号ソロ
4. 審判
［球審］サントス・カスティーヨ
［塁審］一塁: ユニオール・トーレス、二塁: フェリックス・テハダ、三塁: エドワー・ピナーレス
5. 試合開始時刻: ドミニカ共和国時間（UTC-4）午前10時34分  試合時間: 2時間57分  気温: 78°F（25.6°C）
詳細: Serie del Caribe（スペイン語） / MLB.com Gameday（英語） / ESPN.com（英語）

| カイマネス・デ・バランキージャ | カイマネス・デ・バランキージャ | カイマネス・デ・バランキージャ | カイマネス・デ・バランキージャ | カイマネス・デ・バランキージャ                                                                                  | クリオージョス・デ・カグアス | クリオージョス・デ・カグアス | クリオージョス・デ・カグアス | クリオージョス・デ・カグアス | クリオージョス・デ・カグアス                                                                                        |
| ------------------------------ | ------------------------------ | ------------------------------ | ------------------------------ | --- | ---------------------------- | ---------------------------- | ---------------------------- | ---------------------------- | --- |
| 打順                           | 守備                           | 選手                           | 打席                           | E・ロペスC・マルティネスR・ロドリゲスC・アローヨM・ラモス鄭宗哲A・アングロB・ブエルバスE・フィゲロアH・ラミレス | 打順                         | 守備                         | 選手                         | 打席                         | L・クルーズJ・モラレスV・マシンJ・シントロンD・ビダルEm・リベラR・エンリケスJ・ファーガスR・フエンテスB・ロドリゲス |
| 1                              | 遊                             | 鄭宗哲                         | 左                             | E・ロペスC・マルティネスR・ロドリゲスC・アローヨM・ラモス鄭宗哲A・アングロB・ブエルバスE・フィゲロアH・ラミレス | 1                            | DH                           | B・ロドリゲス                | 右                           | L・クルーズJ・モラレスV・マシンJ・シントロンD・ビダルEm・リベラR・エンリケスJ・ファーガスR・フエンテスB・ロドリゲス |
| 2                              | 二                             | C・アローヨ                    | 右                             | E・ロペスC・マルティネスR・ロドリゲスC・アローヨM・ラモス鄭宗哲A・アングロB・ブエルバスE・フィゲロアH・ラミレス | 2                            | 一                           | V・マシン                    | 左                           | L・クルーズJ・モラレスV・マシンJ・シントロンD・ビダルEm・リベラR・エンリケスJ・ファーガスR・フエンテスB・ロドリゲス |
| 3                              | DH                             | H・ラミレス                    | 右                             | E・ロペスC・マルティネスR・ロドリゲスC・アローヨM・ラモス鄭宗哲A・アングロB・ブエルバスE・フィゲロアH・ラミレス | 3                            | 遊                           | Em・リベラ                   | 右                           | L・クルーズJ・モラレスV・マシンJ・シントロンD・ビダルEm・リベラR・エンリケスJ・ファーガスR・フエンテスB・ロドリゲス |
| 4                              | 一                             | R・ロドリゲス                  | 右                             | E・ロペスC・マルティネスR・ロドリゲスC・アローヨM・ラモス鄭宗哲A・アングロB・ブエルバスE・フィゲロアH・ラミレス | 4                            | 三                           | D・ビダル                    | 右                           | L・クルーズJ・モラレスV・マシンJ・シントロンD・ビダルEm・リベラR・エンリケスJ・ファーガスR・フエンテスB・ロドリゲス |
| 5                              | 左                             | A・アングロ                    | 右                             | E・ロペスC・マルティネスR・ロドリゲスC・アローヨM・ラモス鄭宗哲A・アングロB・ブエルバスE・フィゲロアH・ラミレス | 5                            | 左                           | R・エンリケス                | 左                           | L・クルーズJ・モラレスV・マシンJ・シントロンD・ビダルEm・リベラR・エンリケスJ・ファーガスR・フエンテスB・ロドリゲス |
| 6                              | 捕                             | C・マルティネス                | 右                             | E・ロペスC・マルティネスR・ロドリゲスC・アローヨM・ラモス鄭宗哲A・アングロB・ブエルバスE・フィゲロアH・ラミレス | 6                            | 中                           | J・ファーガス                | 右                           | L・クルーズJ・モラレスV・マシンJ・シントロンD・ビダルEm・リベラR・エンリケスJ・ファーガスR・フエンテスB・ロドリゲス |
| 7                              | 三                             | M・ラモス                      | 右                             | E・ロペスC・マルティネスR・ロドリゲスC・アローヨM・ラモス鄭宗哲A・アングロB・ブエルバスE・フィゲロアH・ラミレス | 7                            | 右                           | R・フエンテス                | 左                           | L・クルーズJ・モラレスV・マシンJ・シントロンD・ビダルEm・リベラR・エンリケスJ・ファーガスR・フエンテスB・ロドリゲス |
| 8                              | 右                             | E・フィゲロア                  | 左                             | E・ロペスC・マルティネスR・ロドリゲスC・アローヨM・ラモス鄭宗哲A・アングロB・ブエルバスE・フィゲロアH・ラミレス | 8                            | 二                           | J・シントロン                | 左                           | L・クルーズJ・モラレスV・マシンJ・シントロンD・ビダルEm・リベラR・エンリケスJ・ファーガスR・フエンテスB・ロドリゲス |
| 9                              | 中                             | B・ブエルバス                  | 右                             | E・ロペスC・マルティネスR・ロドリゲスC・アローヨM・ラモス鄭宗哲A・アングロB・ブエルバスE・フィゲロアH・ラミレス | 9                            | 捕                           | J・モラレス                  | 右                           | L・クルーズJ・モラレスV・マシンJ・シントロンD・ビダルEm・リベラR・エンリケスJ・ファーガスR・フエンテスB・ロドリゲス |
| 先発投手                       | 先発投手                       | 先発投手                       | 投球                           | E・ロペスC・マルティネスR・ロドリゲスC・アローヨM・ラモス鄭宗哲A・アングロB・ブエルバスE・フィゲロアH・ラミレス | 先発投手                     | 先発投手                     | 先発投手                     | 投球                         | L・クルーズJ・モラレスV・マシンJ・シントロンD・ビダルEm・リベラR・エンリケスJ・ファーガスR・フエンテスB・ロドリゲス |
| E・ロペス                      | E・ロペス                      | E・ロペス                      | 右                             | E・ロペスC・マルティネスR・ロドリゲスC・アローヨM・ラモス鄭宗哲A・アングロB・ブエルバスE・フィゲロアH・ラミレス | L・クルーズ                  | L・クルーズ                  | L・クルーズ                  | 左                           | L・クルーズJ・モラレスV・マシンJ・シントロンD・ビダルEm・リベラR・エンリケスJ・ファーガスR・フエンテスB・ロドリゲス |

第2試合
|                                                     | 1 | 2 | 3 | 4 | 5 | 6 | 7 | 8 | 9 | R | H | E |
| --------------------------------------------------- | - | - | - | - | - | - | - | - | - | - | - | - |
| アストロナウタス・デ・ロス・サントス（PAN、1勝4敗） | 0 | 0 | 0 | 0 | 0 | 0 | 0 | 0 | 0 | 0 | 5 | 1 |
| チャロス・デ・ハリスコ（MEX、3勝2敗）               | 0 | 0 | 0 | 0 | 1 | 0 | 0 | 0 | X | 1 | 7 | 1 |

1. 勝利：ハビアー・ソラーノ（1勝）
2. セーブ：ロベルト・オスナ（2S）
3. 敗戦：エルネスト・シルバ（1敗）
4. 審判
［球審］アルドレン・アコスタ
［塁審］一塁: デビッド・アリエータ、二塁: ジョナタン・パーラ、三塁: フェリックス・ネオン
5. 試合開始時刻: ドミニカ共和国時間（UTC-4）午後3時5分  試合時間: 3時間6分  気温: 84°F（28.9°C）
詳細: Serie del Caribe（スペイン語） / MLB.com Gameday（英語） / ESPN.com（英語）

| アストロナウタス・デ・ロス・サントス | アストロナウタス・デ・ロス・サントス | アストロナウタス・デ・ロス・サントス | アストロナウタス・デ・ロス・サントス | アストロナウタス・デ・ロス・サントス                                                                             | チャロス・デ・ハリスコ | チャロス・デ・ハリスコ | チャロス・デ・ハリスコ | チャロス・デ・ハリスコ | チャロス・デ・ハリスコ                                                                                               |
| ------------------------------------ | ------------------------------------ | ------------------------------------ | ------------------------------------ | --- | ---------------------- | ---------------------- | ---------------------- | ---------------------- | --- |
| 打順                                 | 守備                                 | 選手                                 | 打席                                 | E・シルバF・ファーミンI・ヘレーラE・ファーミンT・ヘアE・トーマスO・ロサリオJ・サントスC・ベタンコートJ・デルーカ | 打順                   | 守備                   | 選手                   | 打席                   | J・ソラーノF・フローレスV・メンドーサE・キロスA・ムリーヨI・ロドリゲスFel・ペレスJ・カルドナD・アルバレスJ・アマダー |
| 1                                    | 遊                                   | E・トーマス                          | 右                                   | E・シルバF・ファーミンI・ヘレーラE・ファーミンT・ヘアE・トーマスO・ロサリオJ・サントスC・ベタンコートJ・デルーカ | 1                      | 中                     | J・カルドナ            | 右                     | J・ソラーノF・フローレスV・メンドーサE・キロスA・ムリーヨI・ロドリゲスFel・ペレスJ・カルドナD・アルバレスJ・アマダー |
| 2                                    | 左                                   | O・ロサリオ                          | 右                                   | E・シルバF・ファーミンI・ヘレーラE・ファーミンT・ヘアE・トーマスO・ロサリオJ・サントスC・ベタンコートJ・デルーカ | 2                      | 二                     | E・キロス              | 左                     | J・ソラーノF・フローレスV・メンドーサE・キロスA・ムリーヨI・ロドリゲスFel・ペレスJ・カルドナD・アルバレスJ・アマダー |
| 3                                    | 一                                   | I・ヘレーラ                          | 右                                   | E・シルバF・ファーミンI・ヘレーラE・ファーミンT・ヘアE・トーマスO・ロサリオJ・サントスC・ベタンコートJ・デルーカ | 3                      | DH                     | J・アマダー            | 右                     | J・ソラーノF・フローレスV・メンドーサE・キロスA・ムリーヨI・ロドリゲスFel・ペレスJ・カルドナD・アルバレスJ・アマダー |
| 4                                    | DH                                   | J・デルーカ                          | 両                                   | E・シルバF・ファーミンI・ヘレーラE・ファーミンT・ヘアE・トーマスO・ロサリオJ・サントスC・ベタンコートJ・デルーカ | 4                      | 一                     | V・メンドーサ          | 左                     | J・ソラーノF・フローレスV・メンドーサE・キロスA・ムリーヨI・ロドリゲスFel・ペレスJ・カルドナD・アルバレスJ・アマダー |
| 5                                    | 右                                   | C・ベタンコート                      | 右                                   | E・シルバF・ファーミンI・ヘレーラE・ファーミンT・ヘアE・トーマスO・ロサリオJ・サントスC・ベタンコートJ・デルーカ | 5                      | 右                     | D・アルバレス          | 右                     | J・ソラーノF・フローレスV・メンドーサE・キロスA・ムリーヨI・ロドリゲスFel・ペレスJ・カルドナD・アルバレスJ・アマダー |
| 6                                    | 三                                   | T・ヘア                              | 左                                   | E・シルバF・ファーミンI・ヘレーラE・ファーミンT・ヘアE・トーマスO・ロサリオJ・サントスC・ベタンコートJ・デルーカ | 6                      | 左                     | Fel・ペレス            | 左                     | J・ソラーノF・フローレスV・メンドーサE・キロスA・ムリーヨI・ロドリゲスFel・ペレスJ・カルドナD・アルバレスJ・アマダー |
| 7                                    | 捕                                   | F・ファーミン                        | 右                                   | E・シルバF・ファーミンI・ヘレーラE・ファーミンT・ヘアE・トーマスO・ロサリオJ・サントスC・ベタンコートJ・デルーカ | 7                      | 遊                     | I・ロドリゲス          | 右                     | J・ソラーノF・フローレスV・メンドーサE・キロスA・ムリーヨI・ロドリゲスFel・ペレスJ・カルドナD・アルバレスJ・アマダー |
| 8                                    | 二                                   | E・ファーミン                        | 右                                   | E・シルバF・ファーミンI・ヘレーラE・ファーミンT・ヘアE・トーマスO・ロサリオJ・サントスC・ベタンコートJ・デルーカ | 8                      | 三                     | A・ムリーヨ            | 右                     | J・ソラーノF・フローレスV・メンドーサE・キロスA・ムリーヨI・ロドリゲスFel・ペレスJ・カルドナD・アルバレスJ・アマダー |
| 9                                    | 中                                   | J・サントス                          | 右                                   | E・シルバF・ファーミンI・ヘレーラE・ファーミンT・ヘアE・トーマスO・ロサリオJ・サントスC・ベタンコートJ・デルーカ | 9                      | 捕                     | F・フローレス          | 両                     | J・ソラーノF・フローレスV・メンドーサE・キロスA・ムリーヨI・ロドリゲスFel・ペレスJ・カルドナD・アルバレスJ・アマダー |
| 先発投手                             | 先発投手                             | 先発投手                             | 投球                                 | E・シルバF・ファーミンI・ヘレーラE・ファーミンT・ヘアE・トーマスO・ロサリオJ・サントスC・ベタンコートJ・デルーカ | 先発投手               | 先発投手               | 先発投手               | 投球                   | J・ソラーノF・フローレスV・メンドーサE・キロスA・ムリーヨI・ロドリゲスFel・ペレスJ・カルドナD・アルバレスJ・アマダー |
| E・シルバ                            | E・シルバ                            | E・シルバ                            | 右                                   | E・シルバF・ファーミンI・ヘレーラE・ファーミンT・ヘアE・トーマスO・ロサリオJ・サントスC・ベタンコートJ・デルーカ | J・ソラーノ            | J・ソラーノ            | J・ソラーノ            | 右                     | J・ソラーノF・フローレスV・メンドーサE・キロスA・ムリーヨI・ロドリゲスFel・ペレスJ・カルドナD・アルバレスJ・アマダー |

第3試合
|                                                 | 1 | 2 | 3 | 4 | 5 | 6 | 7 | 8 | 9 | 10 | R | H  | E |
| ----------------------------------------------- | - | - | - | - | - | - | - | - | - | -- | - | -- | - |
| ナベガンテス・デル・マガジャネス（VEN、3勝2敗） | 0 | 0 | 0 | 0 | 0 | 5 | 2 | 0 | 0 | 0  | 7 | 16 | 1 |
| ヒガンテス・デル・シバオ（DOM、4勝1敗）         | 2 | 0 | 0 | 1 | 3 | 0 | 0 | 1 | 0 | 1x | 8 | 12 | 0 |

1. （延長10回）
2. 勝利：フェルナンド・エイバッド（1勝）
3. 敗戦：ダニー・ロンドン（1敗）
4. 審判
［球審］ルーベン・ラモス
［塁審］一塁: デルフィン・コローン、二塁: エリセオ・ファベーラ、三塁: ヘスス・ロペス・ミラー
5. 試合開始時刻: ドミニカ共和国時間（UTC-4）午後8時6分  試合時間: 5時間12分  気温: 76°F（24.4°C）
詳細: Serie del Caribe（スペイン語） / MLB.com Gameday（英語） / ESPN.com（英語）

| ナベガンテス・デル・マガジャネス | ナベガンテス・デル・マガジャネス | ナベガンテス・デル・マガジャネス | ナベガンテス・デル・マガジャネス | ナベガンテス・デル・マガジャネス                                                                                                 | ヒガンテス・デル・シバオ | ヒガンテス・デル・シバオ | ヒガンテス・デル・シバオ | ヒガンテス・デル・シバオ | ヒガンテス・デル・シバオ |
| -------------------------------- | -------------------------------- | -------------------------------- | -------------------------------- | --- | ------------------------ | ------------------------ | ------------------------ | ------------------------ | --- |
| 打順                             | 守備                             | 選手                             | 打席                             | H・センテノA・デラロサB・フエン · マヨールW・アストゥ · ディーヨN・ロメロG・ノリエガA・レイエスA・デアザD・バスケスP・サンドバル | 打順                     | 守備                     | 選手                     | 打席                     | A・アブレイユC・ポーリーノJ・フラン · シスコR・ウレーニャK・グティ · エレスH・アルベルトM・オズナJ・シリH・ウルティアR・カノ |
| 1                                | 中                               | A・デアザ                        | 左                               | H・センテノA・デラロサB・フエン · マヨールW・アストゥ · ディーヨN・ロメロG・ノリエガA・レイエスA・デアザD・バスケスP・サンドバル | 1                        | 中                       | J・シリ                  | 右                       | A・アブレイユC・ポーリーノJ・フラン · シスコR・ウレーニャK・グティ · エレスH・アルベルトM・オズナJ・シリH・ウルティアR・カノ |
| 2                                | 三                               | N・ロメロ                        | 両                               | H・センテノA・デラロサB・フエン · マヨールW・アストゥ · ディーヨN・ロメロG・ノリエガA・レイエスA・デアザD・バスケスP・サンドバル | 2                        | 遊                       | H・アルベルト            | 右                       | A・アブレイユC・ポーリーノJ・フラン · シスコR・ウレーニャK・グティ · エレスH・アルベルトM・オズナJ・シリH・ウルティアR・カノ |
| 3                                | 二                               | W・アストゥディーヨ              | 右                               | H・センテノA・デラロサB・フエン · マヨールW・アストゥ · ディーヨN・ロメロG・ノリエガA・レイエスA・デアザD・バスケスP・サンドバル | 3                        | DH                       | R・カノ                  | 左                       | A・アブレイユC・ポーリーノJ・フラン · シスコR・ウレーニャK・グティ · エレスH・アルベルトM・オズナJ・シリH・ウルティアR・カノ |
| 4                                | 右                               | D・バスケス                      | 左                               | H・センテノA・デラロサB・フエン · マヨールW・アストゥ · ディーヨN・ロメロG・ノリエガA・レイエスA・デアザD・バスケスP・サンドバル | 4                        | 左                       | M・オズナ                | 右                       | A・アブレイユC・ポーリーノJ・フラン · シスコR・ウレーニャK・グティ · エレスH・アルベルトM・オズナJ・シリH・ウルティアR・カノ |
| 5                                | 一                               | B・フエンマヨール                | 右                               | H・センテノA・デラロサB・フエン · マヨールW・アストゥ · ディーヨN・ロメロG・ノリエガA・レイエスA・デアザD・バスケスP・サンドバル | 5                        | 右                       | H・ウルティア            | 左                       | A・アブレイユC・ポーリーノJ・フラン · シスコR・ウレーニャK・グティ · エレスH・アルベルトM・オズナJ・シリH・ウルティアR・カノ |
| 6                                | DH                               | P・サンドバル                    | 両                               | H・センテノA・デラロサB・フエン · マヨールW・アストゥ · ディーヨN・ロメロG・ノリエガA・レイエスA・デアザD・バスケスP・サンドバル | 6                        | 三                       | K・グティエレス          | 右                       | A・アブレイユC・ポーリーノJ・フラン · シスコR・ウレーニャK・グティ · エレスH・アルベルトM・オズナJ・シリH・ウルティアR・カノ |
| 7                                | 左                               | A・レイエス                      | 右                               | H・センテノA・デラロサB・フエン · マヨールW・アストゥ · ディーヨN・ロメロG・ノリエガA・レイエスA・デアザD・バスケスP・サンドバル | 7                        | 一                       | J・フランシスコ          | 左                       | A・アブレイユC・ポーリーノJ・フラン · シスコR・ウレーニャK・グティ · エレスH・アルベルトM・オズナJ・シリH・ウルティアR・カノ |
| 8                                | 捕                               | A・デラロサ                      | 右                               | H・センテノA・デラロサB・フエン · マヨールW・アストゥ · ディーヨN・ロメロG・ノリエガA・レイエスA・デアザD・バスケスP・サンドバル | 8                        | 捕                       | C・ポーリーノ            | 右                       | A・アブレイユC・ポーリーノJ・フラン · シスコR・ウレーニャK・グティ · エレスH・アルベルトM・オズナJ・シリH・ウルティアR・カノ |
| 9                                | 遊                               | G・ノリエガ                      | 右                               | H・センテノA・デラロサB・フエン · マヨールW・アストゥ · ディーヨN・ロメロG・ノリエガA・レイエスA・デアザD・バスケスP・サンドバル | 9                        | 二                       | R・ウレーニャ            | 両                       | A・アブレイユC・ポーリーノJ・フラン · シスコR・ウレーニャK・グティ · エレスH・アルベルトM・オズナJ・シリH・ウルティアR・カノ |
| 先発投手                         | 先発投手                         | 先発投手                         | 投球                             | H・センテノA・デラロサB・フエン · マヨールW・アストゥ · ディーヨN・ロメロG・ノリエガA・レイエスA・デアザD・バスケスP・サンドバル | 先発投手                 | 先発投手                 | 先発投手                 | 投球                     | A・アブレイユC・ポーリーノJ・フラン · シスコR・ウレーニャK・グティ · エレスH・アルベルトM・オズナJ・シリH・ウルティアR・カノ |
| H・センテノ                      | H・センテノ                      | H・センテノ                      | 右                               | H・センテノA・デラロサB・フエン · マヨールW・アストゥ · ディーヨN・ロメロG・ノリエガA・レイエスA・デアザD・バスケスP・サンドバル | A・アブレイユ            | A・アブレイユ            | A・アブレイユ            | 右                       | A・アブレイユC・ポーリーノJ・フラン · シスコR・ウレーニャK・グティ · エレスH・アルベルトM・オズナJ・シリH・ウルティアR・カノ |

### 決勝トーナメント
予選ラウンド終了の翌日から、決勝トーナメントが行われた。準決勝の組み合わせは予選ラウンド1位対4位と2位対3位であり、決勝戦も含めて全て予選ラウンド上位のチームが後攻となる。
準決勝は第1試合でコロンビア代表カイマネス・デ・バランキージャが、第2試合でドミニカ共和国代表ヒガンテス・デル・シバオが勝利し、翌日の決勝戦へ駒を進めた。カイマネスはベネズエラ代表ナベガンテス・デル・マガジャネスに対し、2回裏二死満塁から2番カルロス・アローヨの適時三塁打で3点を先制、その後も4番レイナルド・ロドリゲスのソロ本塁打などで加点し8－1で勝利した。ヒガンテスはメキシコ代表チャロス・デ・ハリスコに対し、先発投手タイラー・アレクサンダーが8イニングで走者をひとりも出塁させず、9回表に初安打を許して降板した挙句に1点を失ったものの2－1で逃げきった。この結果、準決勝で敗退した2チームのうち、予選ラウンドでの順位が高いナベガンテスが3位という扱いになり、賞金を獲得した。今大会では、大会史上初めて3位のチームにも賞金が与えられることになっていた。
決勝戦の対戦カードは、国単位でみれば、歴代最多21度の優勝を誇るドミニカ共和国と前年まで1試合も勝ったことがなかったコロンビアという、対照的な実績を持つ2か国の対戦となった。ただ球団単位でみれば、コロンビアのカイマネスはもちろん、ドミニカ共和国のヒガンテスにとっても、球団史上初のカリビアンシリーズ制覇がかかる一戦であった。試合は2回表、カイマネスが一死三塁から6番マウリシオ・ラモスと7番ディルソン・ヘレーラの連続適時二塁打などで3点を先制する。ヒガンテスは6回裏、二死二塁として相手先発投手エルキン・アルカーラを降板に追い込むと、代わったルイス・モレノから3番ロビンソン・カノが左前打を放ち1点を返す。しかしその後、ヒガンテス打線は相手の救援投手陣を打ち崩せず。カイマネスは9回表、無死一・三塁から6番M・ラモスの遊ゴロ併殺間に1点を加え、その裏を4番手投手ロドリゴ・ベノワが無失点に封じて4－1で勝利し、コロンビア勢初のカリビアンシリーズ制覇を決めた。
カイマネスの優勝について、歌手のシャキーラやサッカー選手のアベル・アギラールなどコロンビア出身の著名人が、自身のSNSアカウント上で歓喜と祝福のメッセージを投稿した。カイマネスは帰国後の2月8日、首都ボゴタの大統領官邸 "ナリーニョ宮殿" を表敬訪問し、同国大統領イバン・ドゥケから「コロンビアにとって大きなことだ、あなた方は歴史を作った」と称賛された。
|  | 準決勝                                  | 準決勝  |  |                                       | 決勝戦 | 決勝戦 |
|  |                                         |         |  |                                       |        |        |
|  | 第1試合                                 |         |  |                                       |        |        |
|  | ナベガンテス・デル・マガジャネス（3位） | 1       |  |                                       |        |        |
|  | カイマネス・デ・バランキージャ（2位）   | 8       |  | カイマネス・デ・バランキージャ（2位） | 4      |        |
|  | 第2試合                                 | 第2試合 |  | ヒガンテス・デル・シバオ（1位）       | 1      |        |
|  | チャロス・デ・ハリスコ（4位）           | 1       |  |                                       |        |        |
|  | ヒガンテス・デル・シバオ（1位）         | 2       |  |                                       |        |        |

#### 6日目 2月2日（準決勝）
第1試合
|                                                     | 1 | 2 | 3 | 4 | 5 | 6 | 7 | 8 | 9 | R | H  | E |
| --------------------------------------------------- | - | - | - | - | - | - | - | - | - | - | -- | - |
| ナベガンテス・デル・マガジャネス（VEN、準決勝敗退） | 0 | 0 | 0 | 0 | 0 | 0 | 0 | 0 | 1 | 1 | 3  | 1 |
| カイマネス・デ・バランキージャ（COL、決勝戦へ）     | 0 | 4 | 1 | 3 | 0 | 0 | 0 | 0 | X | 8 | 11 | 0 |

1. 勝利：エルニエリー・ガルシア（1勝）
2. 敗戦：ジュニオール・ゲラ（2敗）
3. 本塁打
COL：レイナルド・ロドリゲス1号ソロ
4. 審判
［球審］フェリックス・テハダ
［塁審］一塁: ヘスス・ロペス・ミラー、二塁: フアン・マヌエル・ロドリゲス、三塁: アルドレン・アコスタ
［外審］左翼: フェリックス・ネオン、右翼: エドワー・ピナーレス
5. 試合開始時刻: ドミニカ共和国時間（UTC-4）午後3時3分  試合時間: 3時間7分  気温: 85°F（29.4°C）
詳細: Serie del Caribe（スペイン語） / MLB.com Gameday（英語） / ESPN.com（英語）

| ナベガンテス・デル・マガジャネス | ナベガンテス・デル・マガジャネス | ナベガンテス・デル・マガジャネス | ナベガンテス・デル・マガジャネス | ナベガンテス・デル・マガジャネス                                                                                             | カイマネス・デ・バランキージャ | カイマネス・デ・バランキージャ | カイマネス・デ・バランキージャ | カイマネス・デ・バランキージャ | カイマネス・デ・バランキージャ                                                                                |
| -------------------------------- | -------------------------------- | -------------------------------- | -------------------------------- | --- | ------------------------------ | ------------------------------ | ------------------------------ | ------------------------------ | --- |
| 打順                             | 守備                             | 選手                             | 打席                             | J・ゲラF・アルシアB・フエン · マヨールW・アストゥ · ディーヨN・ロメロG・ノリエガA・レイエスC・ガッタD・バスケスP・サンドバル | 打順                           | 守備                           | 選手                           | 打席                           | E・ガルシアS・レオンR・ロドリゲスC・アローヨM・ラモス鄭宗哲A・アングロB・ブエルバスH・ラミレスC・マルティネス |
| 1                                | 中                               | C・ガッタ                        | 右                               | J・ゲラF・アルシアB・フエン · マヨールW・アストゥ · ディーヨN・ロメロG・ノリエガA・レイエスC・ガッタD・バスケスP・サンドバル | 1                              | 遊                             | 鄭宗哲                         | 左                             | E・ガルシアS・レオンR・ロドリゲスC・アローヨM・ラモス鄭宗哲A・アングロB・ブエルバスH・ラミレスC・マルティネス |
| 2                                | 三                               | N・ロメロ                        | 両                               | J・ゲラF・アルシアB・フエン · マヨールW・アストゥ · ディーヨN・ロメロG・ノリエガA・レイエスC・ガッタD・バスケスP・サンドバル | 2                              | 二                             | C・アローヨ                    | 右                             | E・ガルシアS・レオンR・ロドリゲスC・アローヨM・ラモス鄭宗哲A・アングロB・ブエルバスH・ラミレスC・マルティネス |
| 3                                | 二                               | W・アストゥディーヨ              | 右                               | J・ゲラF・アルシアB・フエン · マヨールW・アストゥ · ディーヨN・ロメロG・ノリエガA・レイエスC・ガッタD・バスケスP・サンドバル | 3                              | 右                             | H・ラミレス                    | 右                             | E・ガルシアS・レオンR・ロドリゲスC・アローヨM・ラモス鄭宗哲A・アングロB・ブエルバスH・ラミレスC・マルティネス |
| 4                                | 右                               | D・バスケス                      | 左                               | J・ゲラF・アルシアB・フエン · マヨールW・アストゥ · ディーヨN・ロメロG・ノリエガA・レイエスC・ガッタD・バスケスP・サンドバル | 4                              | 一                             | R・ロドリゲス                  | 右                             | E・ガルシアS・レオンR・ロドリゲスC・アローヨM・ラモス鄭宗哲A・アングロB・ブエルバスH・ラミレスC・マルティネス |
| 5                                | 一                               | B・フエンマヨール                | 右                               | J・ゲラF・アルシアB・フエン · マヨールW・アストゥ · ディーヨN・ロメロG・ノリエガA・レイエスC・ガッタD・バスケスP・サンドバル | 5                              | 左                             | A・アングロ                    | 右                             | E・ガルシアS・レオンR・ロドリゲスC・アローヨM・ラモス鄭宗哲A・アングロB・ブエルバスH・ラミレスC・マルティネス |
| 6                                | DH                               | P・サンドバル                    | 両                               | J・ゲラF・アルシアB・フエン · マヨールW・アストゥ · ディーヨN・ロメロG・ノリエガA・レイエスC・ガッタD・バスケスP・サンドバル | 6                              | DH                             | C・マルティネス                | 右                             | E・ガルシアS・レオンR・ロドリゲスC・アローヨM・ラモス鄭宗哲A・アングロB・ブエルバスH・ラミレスC・マルティネス |
| 7                                | 左                               | A・レイエス                      | 右                               | J・ゲラF・アルシアB・フエン · マヨールW・アストゥ · ディーヨN・ロメロG・ノリエガA・レイエスC・ガッタD・バスケスP・サンドバル | 7                              | 三                             | M・ラモス                      | 右                             | E・ガルシアS・レオンR・ロドリゲスC・アローヨM・ラモス鄭宗哲A・アングロB・ブエルバスH・ラミレスC・マルティネス |
| 8                                | 捕                               | F・アルシア                      | 左                               | J・ゲラF・アルシアB・フエン · マヨールW・アストゥ · ディーヨN・ロメロG・ノリエガA・レイエスC・ガッタD・バスケスP・サンドバル | 8                              | 捕                             | S・レオン                      | 両                             | E・ガルシアS・レオンR・ロドリゲスC・アローヨM・ラモス鄭宗哲A・アングロB・ブエルバスH・ラミレスC・マルティネス |
| 9                                | 遊                               | G・ノリエガ                      | 右                               | J・ゲラF・アルシアB・フエン · マヨールW・アストゥ · ディーヨN・ロメロG・ノリエガA・レイエスC・ガッタD・バスケスP・サンドバル | 9                              | 中                             | B・ブエルバス                  | 右                             | E・ガルシアS・レオンR・ロドリゲスC・アローヨM・ラモス鄭宗哲A・アングロB・ブエルバスH・ラミレスC・マルティネス |
| 先発投手                         | 先発投手                         | 先発投手                         | 投球                             | J・ゲラF・アルシアB・フエン · マヨールW・アストゥ · ディーヨN・ロメロG・ノリエガA・レイエスC・ガッタD・バスケスP・サンドバル | 先発投手                       | 先発投手                       | 先発投手                       | 投球                           | E・ガルシアS・レオンR・ロドリゲスC・アローヨM・ラモス鄭宗哲A・アングロB・ブエルバスH・ラミレスC・マルティネス |
| J・ゲラ                          | J・ゲラ                          | J・ゲラ                          | 右                               | J・ゲラF・アルシアB・フエン · マヨールW・アストゥ · ディーヨN・ロメロG・ノリエガA・レイエスC・ガッタD・バスケスP・サンドバル | E・ガルシア                    | E・ガルシア                    | E・ガルシア                    | 右                             | E・ガルシアS・レオンR・ロドリゲスC・アローヨM・ラモス鄭宗哲A・アングロB・ブエルバスH・ラミレスC・マルティネス |

第2試合
|                                           | 1 | 2 | 3 | 4 | 5 | 6 | 7 | 8 | 9 | R | H | E |
| ----------------------------------------- | - | - | - | - | - | - | - | - | - | - | - | - |
| チャロス・デ・ハリスコ（MEX、準決勝敗退） | 0 | 0 | 0 | 0 | 0 | 0 | 0 | 0 | 1 | 1 | 2 | 0 |
| ヒガンテス・デル・シバオ（DOM、決勝戦へ） | 0 | 1 | 0 | 0 | 0 | 0 | 0 | 1 | X | 2 | 9 | 0 |

1. 勝利：タイラー・アレクサンダー（1勝）
2. セーブ：フアン・ミナヤ（3S）
3. 敗戦：ブレナン・バーナーディーノ（1敗）
4. 審判
［球審］デビッド・アリエータ
［塁審］一塁: デルフィン・コローン、二塁: ジョナタン・パーラ、三塁: ルーベン・ラモス
［外審］左翼: ドミンゴ・ポランコ、右翼: エリセオ・ファベーラ
5. 試合開始時刻: ドミニカ共和国時間（UTC-4）午後8時5分  試合時間: 3時間2分  気温: 83°F（28.3°C）
詳細: Serie del Caribe（スペイン語） / MLB.com Gameday（英語） / ESPN.com（英語）

| チャロス・デ・ハリスコ | チャロス・デ・ハリスコ | チャロス・デ・ハリスコ | チャロス・デ・ハリスコ | チャロス・デ・ハリスコ | ヒガンテス・デル・シバオ | ヒガンテス・デル・シバオ | ヒガンテス・デル・シバオ | ヒガンテス・デル・シバオ | ヒガンテス・デル・シバオ                                                                                       |
| ---------------------- | ---------------------- | ---------------------- | ---------------------- | --- | ------------------------ | ------------------------ | ------------------------ | ------------------------ | --- |
| 打順                   | 守備                   | 選手                   | 打席                   | B・バーナーディーノF・フローレスJ・メネセスE・キロスA・ムリーヨI・ロドリゲスFel・ペレスJ・カルドナD・アルバレスJ・アマダー | 打順                     | 守備                     | 選手                     | 打席                     | T・アレクサンダーW・リーバスR・グーズマンR・カノG・ヌニェスH・アルベルトM・オズナJ・シリM・シエラH・ウルティア |
| 1                      | 中                     | J・カルドナ            | 右                     | B・バーナーディーノF・フローレスJ・メネセスE・キロスA・ムリーヨI・ロドリゲスFel・ペレスJ・カルドナD・アルバレスJ・アマダー | 1                        | 中                       | J・シリ                  | 右                       | T・アレクサンダーW・リーバスR・グーズマンR・カノG・ヌニェスH・アルベルトM・オズナJ・シリM・シエラH・ウルティア |
| 2                      | 二                     | E・キロス              | 左                     | B・バーナーディーノF・フローレスJ・メネセスE・キロスA・ムリーヨI・ロドリゲスFel・ペレスJ・カルドナD・アルバレスJ・アマダー | 2                        | 遊                       | H・アルベルト            | 右                       | T・アレクサンダーW・リーバスR・グーズマンR・カノG・ヌニェスH・アルベルトM・オズナJ・シリM・シエラH・ウルティア |
| 3                      | 一                     | J・メネセス            | 右                     | B・バーナーディーノF・フローレスJ・メネセスE・キロスA・ムリーヨI・ロドリゲスFel・ペレスJ・カルドナD・アルバレスJ・アマダー | 3                        | 二                       | R・カノ                  | 左                       | T・アレクサンダーW・リーバスR・グーズマンR・カノG・ヌニェスH・アルベルトM・オズナJ・シリM・シエラH・ウルティア |
| 4                      | DH                     | J・アマダー            | 右                     | B・バーナーディーノF・フローレスJ・メネセスE・キロスA・ムリーヨI・ロドリゲスFel・ペレスJ・カルドナD・アルバレスJ・アマダー | 4                        | 左                       | M・オズナ                | 右                       | T・アレクサンダーW・リーバスR・グーズマンR・カノG・ヌニェスH・アルベルトM・オズナJ・シリM・シエラH・ウルティア |
| 5                      | 右                     | D・アルバレス          | 右                     | B・バーナーディーノF・フローレスJ・メネセスE・キロスA・ムリーヨI・ロドリゲスFel・ペレスJ・カルドナD・アルバレスJ・アマダー | 5                        | DH                       | H・ウルティア            | 左                       | T・アレクサンダーW・リーバスR・グーズマンR・カノG・ヌニェスH・アルベルトM・オズナJ・シリM・シエラH・ウルティア |
| 6                      | 左                     | Fel・ペレス            | 左                     | B・バーナーディーノF・フローレスJ・メネセスE・キロスA・ムリーヨI・ロドリゲスFel・ペレスJ・カルドナD・アルバレスJ・アマダー | 6                        | 右                       | M・シエラ                | 右                       | T・アレクサンダーW・リーバスR・グーズマンR・カノG・ヌニェスH・アルベルトM・オズナJ・シリM・シエラH・ウルティア |
| 7                      | 遊                     | I・ロドリゲス          | 右                     | B・バーナーディーノF・フローレスJ・メネセスE・キロスA・ムリーヨI・ロドリゲスFel・ペレスJ・カルドナD・アルバレスJ・アマダー | 7                        | 一                       | R・グーズマン            | 左                       | T・アレクサンダーW・リーバスR・グーズマンR・カノG・ヌニェスH・アルベルトM・オズナJ・シリM・シエラH・ウルティア |
| 8                      | 三                     | A・ムリーヨ            | 右                     | B・バーナーディーノF・フローレスJ・メネセスE・キロスA・ムリーヨI・ロドリゲスFel・ペレスJ・カルドナD・アルバレスJ・アマダー | 8                        | 捕                       | W・リーバス              | 右                       | T・アレクサンダーW・リーバスR・グーズマンR・カノG・ヌニェスH・アルベルトM・オズナJ・シリM・シエラH・ウルティア |
| 9                      | 捕                     | F・フローレス          | 両                     | B・バーナーディーノF・フローレスJ・メネセスE・キロスA・ムリーヨI・ロドリゲスFel・ペレスJ・カルドナD・アルバレスJ・アマダー | 9                        | 三                       | G・ヌニェス              | 両                       | T・アレクサンダーW・リーバスR・グーズマンR・カノG・ヌニェスH・アルベルトM・オズナJ・シリM・シエラH・ウルティア |
| 先発投手               | 先発投手               | 先発投手               | 投球                   | B・バーナーディーノF・フローレスJ・メネセスE・キロスA・ムリーヨI・ロドリゲスFel・ペレスJ・カルドナD・アルバレスJ・アマダー | 先発投手                 | 先発投手                 | 先発投手                 | 投球                     | T・アレクサンダーW・リーバスR・グーズマンR・カノG・ヌニェスH・アルベルトM・オズナJ・シリM・シエラH・ウルティア |
| B・バーナーディーノ    | B・バーナーディーノ    | B・バーナーディーノ    | 左                     | B・バーナーディーノF・フローレスJ・メネセスE・キロスA・ムリーヨI・ロドリゲスFel・ペレスJ・カルドナD・アルバレスJ・アマダー | T・アレクサンダー        | T・アレクサンダー        | T・アレクサンダー        | 左                       | T・アレクサンダーW・リーバスR・グーズマンR・カノG・ヌニェスH・アルベルトM・オズナJ・シリM・シエラH・ウルティア |

#### 7日目 2月3日（決勝戦）
|                                             | 1 | 2 | 3 | 4 | 5 | 6 | 7 | 8 | 9 | R | H | E |
| ------------------------------------------- | - | - | - | - | - | - | - | - | - | - | - | - |
| カイマネス・デ・バランキージャ（COL、優勝） | 0 | 3 | 0 | 0 | 0 | 0 | 0 | 0 | 1 | 4 | 7 | 0 |
| ヒガンテス・デル・シバオ（DOM、準優勝）     | 0 | 0 | 0 | 0 | 0 | 1 | 0 | 0 | 0 | 1 | 7 | 0 |

1. 勝利：エルキン・アルカーラ（1勝）
2. セーブ：ロドリゴ・ベノワ（1S）
3. 敗戦：ラウル・バルデス（1勝1敗）
4. 審判
［球審］ジョナタン・パーラ
［塁審］一塁: デルフィン・コローン、二塁: ヘスス・ロペス、三塁: デビッド・アリエータ
［外審］左翼: エリセオ・ファベーラ、右翼: ルーベン・ラモス
5. 試合開始時刻: ドミニカ共和国時間（UTC-4）午後7時8分  試合時間: 3時間12分  気温: 75°F（23.9°C）
詳細: Serie del Caribe（スペイン語） / MLB.com Gameday（英語） / ESPN.com（英語）

| カイマネス・デ・バランキージャ | カイマネス・デ・バランキージャ | カイマネス・デ・バランキージャ | カイマネス・デ・バランキージャ | カイマネス・デ・バランキージャ                                                                              | ヒガンテス・デル・シバオ | ヒガンテス・デル・シバオ | ヒガンテス・デル・シバオ | ヒガンテス・デル・シバオ | ヒガンテス・デル・シバオ                                                                                          |
| ------------------------------ | ------------------------------ | ------------------------------ | ------------------------------ | --- | ------------------------ | ------------------------ | ------------------------ | ------------------------ | --- |
| 打順                           | 守備                           | 選手                           | 打席                           | E・アルカーラS・レオンR・ロドリゲスC・アローヨM・ラモス鄭宗哲D・ヘレーラB・ブエルバスH・ラミレスA・アングロ | 打順                     | 守備                     | 選手                     | 打席                     | R・バルデスC・ポーリーノJ・フラン · シスコR・カノR・ウレーニャH・アルベルトM・オズナJ・シリM・シエラH・ウルティア |
| 1                              | 遊                             | 鄭宗哲                         | 左                             | E・アルカーラS・レオンR・ロドリゲスC・アローヨM・ラモス鄭宗哲D・ヘレーラB・ブエルバスH・ラミレスA・アングロ | 1                        | 中                       | J・シリ                  | 右                       | R・バルデスC・ポーリーノJ・フラン · シスコR・カノR・ウレーニャH・アルベルトM・オズナJ・シリM・シエラH・ウルティア |
| 2                              | 二                             | C・アローヨ                    | 右                             | E・アルカーラS・レオンR・ロドリゲスC・アローヨM・ラモス鄭宗哲D・ヘレーラB・ブエルバスH・ラミレスA・アングロ | 2                        | 遊                       | H・アルベルト            | 右                       | R・バルデスC・ポーリーノJ・フラン · シスコR・カノR・ウレーニャH・アルベルトM・オズナJ・シリM・シエラH・ウルティア |
| 3                              | 右                             | H・ラミレス                    | 右                             | E・アルカーラS・レオンR・ロドリゲスC・アローヨM・ラモス鄭宗哲D・ヘレーラB・ブエルバスH・ラミレスA・アングロ | 3                        | 二                       | R・カノ                  | 左                       | R・バルデスC・ポーリーノJ・フラン · シスコR・カノR・ウレーニャH・アルベルトM・オズナJ・シリM・シエラH・ウルティア |
| 4                              | 一                             | R・ロドリゲス                  | 右                             | E・アルカーラS・レオンR・ロドリゲスC・アローヨM・ラモス鄭宗哲D・ヘレーラB・ブエルバスH・ラミレスA・アングロ | 4                        | 左                       | M・オズナ                | 右                       | R・バルデスC・ポーリーノJ・フラン · シスコR・カノR・ウレーニャH・アルベルトM・オズナJ・シリM・シエラH・ウルティア |
| 5                              | DH                             | A・アングロ                    | 右                             | E・アルカーラS・レオンR・ロドリゲスC・アローヨM・ラモス鄭宗哲D・ヘレーラB・ブエルバスH・ラミレスA・アングロ | 5                        | DH                       | H・ウルティア            | 左                       | R・バルデスC・ポーリーノJ・フラン · シスコR・カノR・ウレーニャH・アルベルトM・オズナJ・シリM・シエラH・ウルティア |
| 6                              | 三                             | M・ラモス                      | 右                             | E・アルカーラS・レオンR・ロドリゲスC・アローヨM・ラモス鄭宗哲D・ヘレーラB・ブエルバスH・ラミレスA・アングロ | 6                        | 右                       | M・シエラ                | 右                       | R・バルデスC・ポーリーノJ・フラン · シスコR・カノR・ウレーニャH・アルベルトM・オズナJ・シリM・シエラH・ウルティア |
| 7                              | 左                             | D・ヘレーラ                    | 右                             | E・アルカーラS・レオンR・ロドリゲスC・アローヨM・ラモス鄭宗哲D・ヘレーラB・ブエルバスH・ラミレスA・アングロ | 7                        | 一                       | J・フランシスコ          | 左                       | R・バルデスC・ポーリーノJ・フラン · シスコR・カノR・ウレーニャH・アルベルトM・オズナJ・シリM・シエラH・ウルティア |
| 8                              | 捕                             | S・レオン                      | 両                             | E・アルカーラS・レオンR・ロドリゲスC・アローヨM・ラモス鄭宗哲D・ヘレーラB・ブエルバスH・ラミレスA・アングロ | 8                        | 捕                       | C・ポーリーノ            | 右                       | R・バルデスC・ポーリーノJ・フラン · シスコR・カノR・ウレーニャH・アルベルトM・オズナJ・シリM・シエラH・ウルティア |
| 9                              | 中                             | B・ブエルバス                  | 右                             | E・アルカーラS・レオンR・ロドリゲスC・アローヨM・ラモス鄭宗哲D・ヘレーラB・ブエルバスH・ラミレスA・アングロ | 9                        | 三                       | R・ウレーニャ            | 両                       | R・バルデスC・ポーリーノJ・フラン · シスコR・カノR・ウレーニャH・アルベルトM・オズナJ・シリM・シエラH・ウルティア |
| 先発投手                       | 先発投手                       | 先発投手                       | 投球                           | E・アルカーラS・レオンR・ロドリゲスC・アローヨM・ラモス鄭宗哲D・ヘレーラB・ブエルバスH・ラミレスA・アングロ | 先発投手                 | 先発投手                 | 先発投手                 | 投球                     | R・バルデスC・ポーリーノJ・フラン · シスコR・カノR・ウレーニャH・アルベルトM・オズナJ・シリM・シエラH・ウルティア |
| E・アルカーラ                  | E・アルカーラ                  | E・アルカーラ                  | 右                             | E・アルカーラS・レオンR・ロドリゲスC・アローヨM・ラモス鄭宗哲D・ヘレーラB・ブエルバスH・ラミレスA・アングロ | R・バルデス              | R・バルデス              | R・バルデス              | 左                       | R・バルデスC・ポーリーノJ・フラン · シスコR・カノR・ウレーニャH・アルベルトM・オズナJ・シリM・シエラH・ウルティア |

## 大会オールスターチーム（ベストナイン）
準決勝終了後、記者投票による大会オールスターチーム（西: Equipo Todos Estrellas、ベストナイン）が発表された。受賞者にはそれぞれ賞金1,000ドルが贈られる。受賞者は以下の通り。
| ポジション | 受賞者                     | 所属チーム                           | 成績                                                          |
| ---------- | -------------------------- | ------------------------------------ | ------------------------------------------------------------- |
| 捕手       | クリスチャン・ベタンコート | アストロナウタス・デ・ロス・サントス | 20打数07安打・0本塁打・1打点・OPS 1.750・0盗塁                |
| 一塁手     | レイナルド・ロドリゲス     | カイマネス・デ・バランキージャ       | 26打数13安打・1本塁打・4打点・OPS 1.267・0盗塁                |
| 二塁手     | ロビンソン・カノ           | ヒガンテス・デル・シバオ             | 24打数10安打・0本塁打・8打点・OPS 1.090・0盗塁                |
| 三塁手     | ニュウマン・ロメロ         | ナベガンテス・デル・マガジャネス     | 22打数06安打・0本塁打・1打点・OPS 1.701・0盗塁                |
| 遊撃手     | ハンサー・アルベルト       | ヒガンテス・デル・シバオ             | 29打数08安打・0本塁打・5打点・OPS 1.695・0盗塁                |
| 左翼手     | フェリックス・ペレス       | チャロス・デ・ハリスコ               | 19打数05安打・1本塁打・1打点・OPS 1.943・0盗塁                |
| 中堅手     | ホセ・シリ                 | ヒガンテス・デル・シバオ             | 30打数08安打・0本塁打・2打点・OPS 1.746・0盗塁                |
| 右翼手     | ダンリー・バスケス         | ナベガンテス・デル・マガジャネス     | 21打数07安打・0本塁打・4打点・OPS 1.916・0盗塁                |
| 指名打者   | フアン・フランシスコ       | ヒガンテス・デル・シバオ             | 14打数04安打・0本塁打・1打点・OPS 1.571・0盗塁                |
| 先発投手   | タイラー・アレクサンダー   | ヒガンテス・デル・シバオ             | 2試合11.0イニング・1勝0敗0セーブ・防御率2.45・7奪三振/0与四球 |
| 救援投手   | ルイス・カスティーヨ       | ヒガンテス・デル・シバオ             | 3試合12.0イニング・1勝0敗0セーブ・防御率0.00・1奪三振/0与四球 |
| 監督       | ホセ・モスケーラ           | カイマネス・デ・バランキージャ       | 予選ラウンド2位通過→優勝 大会通算5勝2敗・勝率.714             |